# ヴェッツラー

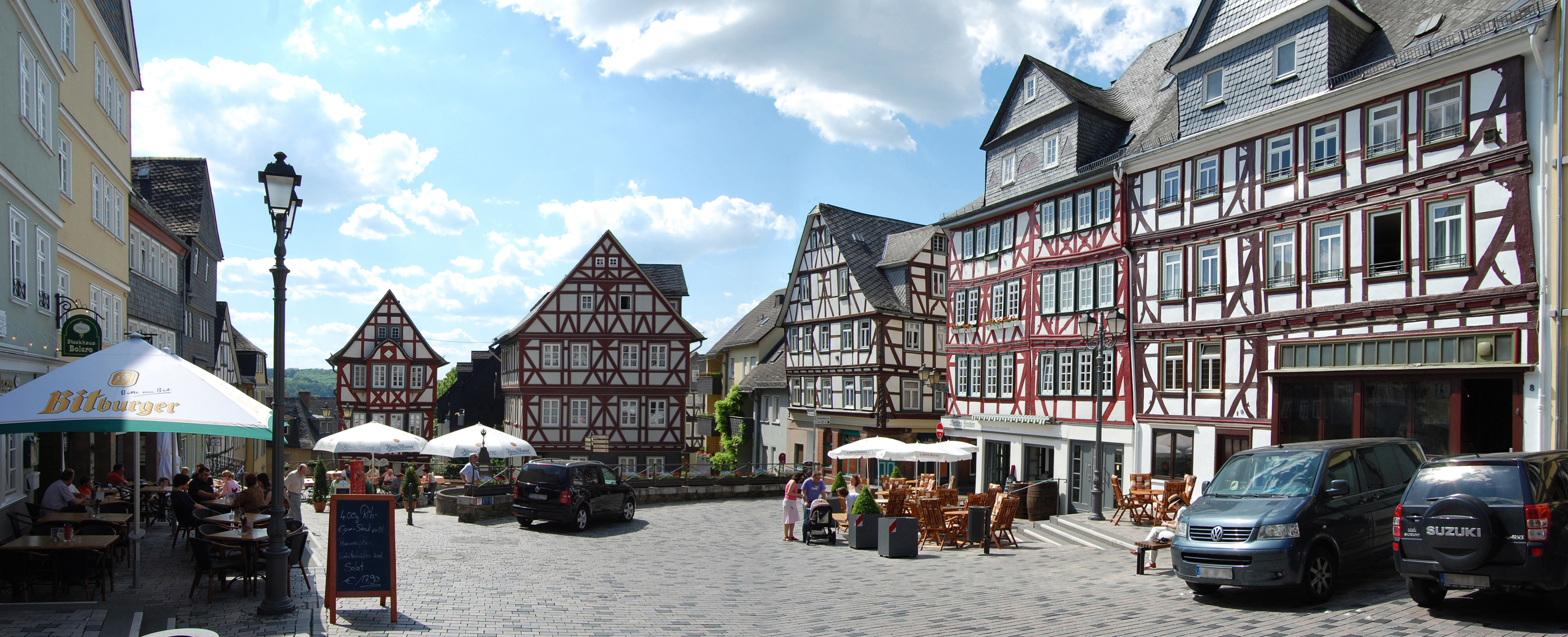
ヴェッツラー・コルンマルクトの木組み建築群

ヴェッツラー（ドイツ語: Wetzlar, [ˈvɛt͜slar]）は、ドイツ連邦共和国ヘッセン州ギーセン行政管区のラーン＝ディル郡の市である。ヘッセン州中部のこの都市は、かつての帝国都市であり、帝国最高法院の最後の所在地であった。この街は現在、ラーン＝ディル郡の郡庁所在地であり、ヘッセン州に7つある特別市の一つである。これは、郡の機能と同時に郡独立市の多くの機能を有する都市である。大学を有するこの街は、重要な文化・工業・商業の中心都市として、ヘッセン州で10都市の上級中心都市 の一つになっている。
ヴェッツラーとギーセンは、人口約20万人（その周辺部を含めた地域圏全体の人口は約32万人に達する）のヘッセン中部人口集中地域の二大中心都市である。近隣のライン＝マイン地方とは緊密な関係にある。
ヴェッツラーの光学、精密機械、電子工学、金属加工産業は国際的な評価を受けている。ヴェッツラーは、重要なスポーツ指導者、スポーツ選手、スポーツクラブで知られるスポーツ都市でもある。様々なブンデスリーガでチャンピオンを輩出している。スポーツ奨励のために、多くの全国的なトレーニングセンターや拠点が存在している。市域は、ディル川とラーン川とが合流する高台に位置している。

## 地理

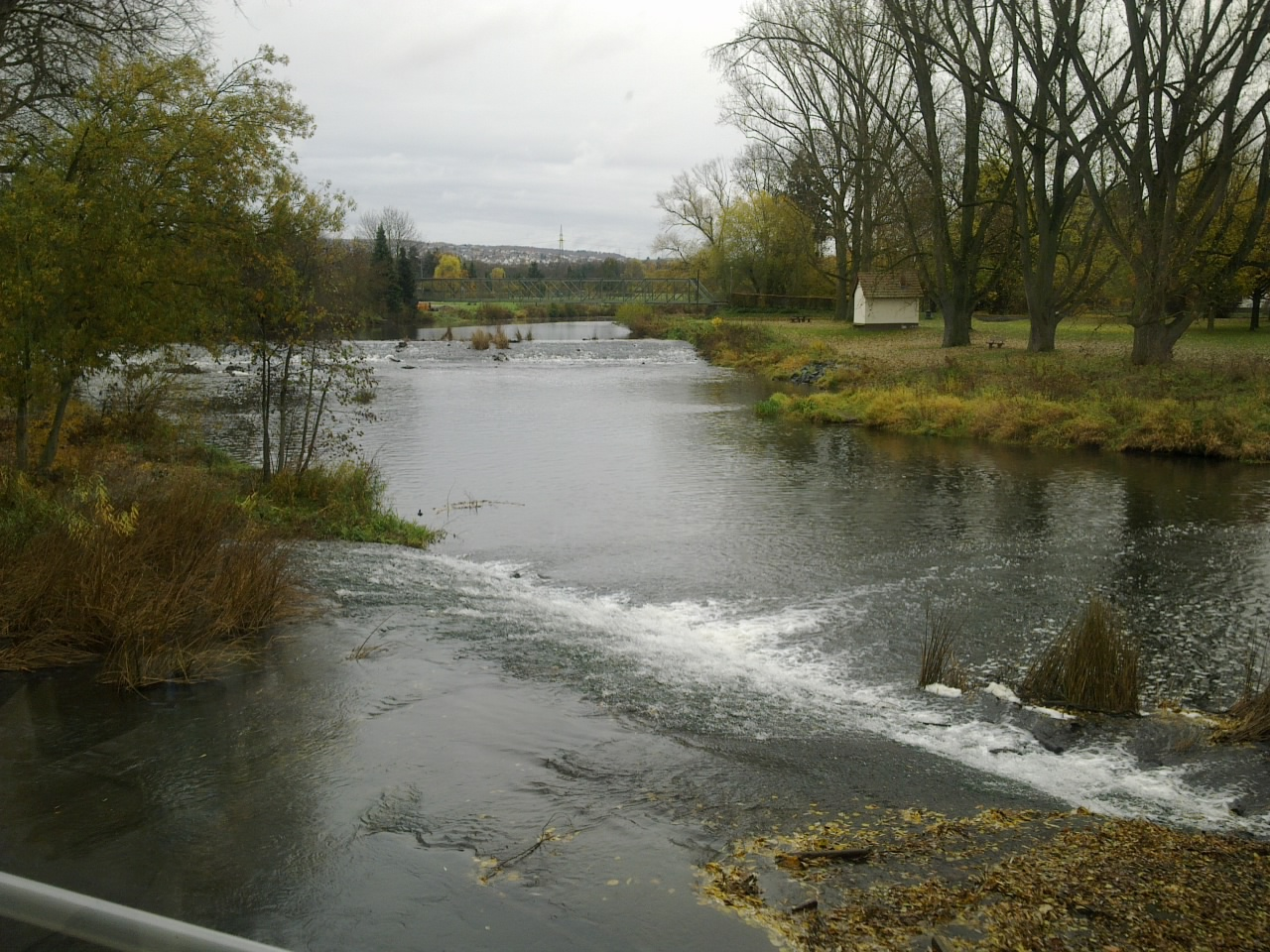
ヴェッツラー近郊のラーン川

### 位置
ヴェッツラーはヘッセン中部のラーン＝ディル地方、高度 148 m から 402 m のラーン川沿いに位置している。ラーン川はヴェッツラーを過ぎた直後に、南から西にその進路を変える。市域は、そのほとんどが丘陵地や高台となっているラーン川両岸に広がっている。この街はヘッセンの中低山地の境界に位置している。ラーン川の南岸はタウヌス山地、ラーン川北岸のディル川西岸からヴェストヴァルトが始まり、ラーン川北岸のディル川東岸はロタール山地に属す。市内の最高地点は 402 m のシュトッペルベルク、最低地点は 148 m のラーン川である。
最寄りの大きな都市は、北西 50 km にジーゲン、30 km にディレンブルク、北東 40 km にマールブルク、東にギーセン（ラーン川沿いに中心部から中心部まで約 12 km）、南 60 km にフランクフルト・アム・マイン、西 80 km にコブレンツ、ラーン川を 40 km 下った位置にリムブルク・アン・デア・ラーンがある。
ラーン川の谷（東と西）やディル川の谷（北）には、密集した隣接市町村が位置しており、一部はヴェッツラーの市街地と一体化している。市の北西、北東、南を取り巻く中低山地は森が豊かで、住人は少ない。

### 地質学
ヴェッツラーはライン・シーファー山地の東端に位置している。その地盤は地質学的には新しいラーン川の堆積物、古いシーファー山地の2つの主要な地層をなすデボン紀および石炭紀の岩塊、ラーン盆地と南東部のいわゆるギーセン層で構成されている。市域の北西部は、ラーンタールの脆いシルト、砂、礫で支えられている。これはラーン川によって堆積されたものである。ラーン川の谷は、ここまで 1km 近くの広い谷であるが、西に向かうにつれ徐々に狭く、ますます深くなっている。市の主要部は、一部が褶曲し、断層が生じ、へき開した粘板岩、砂岩、珪岩、石灰岩で形成されている。これらはデボン紀および石炭紀に、列島、火山、環礁を特徴とする海洋であったが、バリスカン造山運動によって褶曲し、造山学的ナップによって覆われたものである。この海洋性堆積物から造られた岩層は、様々な建築資材という形で、街の景観に再び現れている。

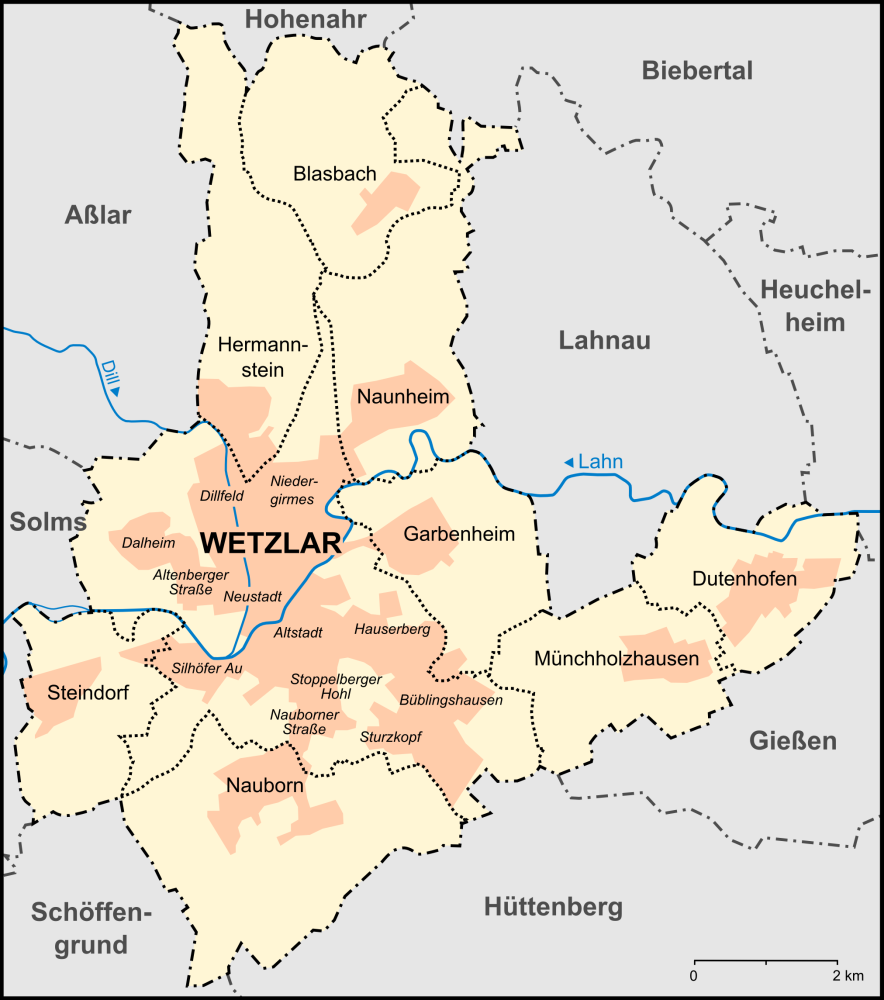
ヴェッツラーの市区図

### 隣接する市町村
ヴェッツラーは、北西はアスラー、北および北東はホーエンアール（ともにラーン＝ディル郡）およびビーバータール（ギーセン郡）、東はラーナウ（ラーン＝ディル郡）とホイヒェルハイム・アン・デア・ラーンおよびギーセン（ともにギーセン郡）、南はヒュッテンベルクおよびシェッフェングルント、西はゾルムス（いずれもラーン＝ディル郡）と境を接している。

### 市の構成
人口31,107人の古い中核市部は、12の都市管区に細分される: アルトシュタット（旧市街）、ノイシュタット（新市街）、ハウザーベルク、ビュプリングスハウゼン、シュトゥルツコプフ、シュトッペルベルガー・ホール、ナウボルナー・シュトラーセ、ジルヘーファー・アウエ/ヴェストエント、アルテンベルガー・シュトラーセ、ダルハイム、ディルフェルト、ニーダーギルメスである。ニーダーギルメスは人口6,000人を超える最大の都市管区である。
このほかに8つの市区がある。これらは1979年にラーン市が廃止された際にヴェッツラー市に編入された旧町村であるが、ブラスバッハ、ドゥーテンホーフェン、ミュンヒホルツハウゼンはすでに長らく本市と結びついていた。中核市部東に位置するのがナウンハイム、ガルベンハイム、ミュンヒホルツハウゼン、ドゥーテンホーフェンである。ナウボルンは中核市部の南、シュタインドルフは中核市部の西に連なっている。中核市部の北にはブラスバッハとヘルマンシュタインがある。
| 紋章                     | 市区                                   | 人口（人） | 記事 |
| ------------------------ | -------------------------------------- | ---------- | --- |
|                          | ブラスバッハ Blasbach                  | 946        | ヴェッツラー中核市区の北 6 km 1971年12月31日から1977年1月1日までブラスバッハはヘルマンシュタイン市区の一部であった。両者は1979年8月1日まで新設された郡独立市のラーン市に編入されていたが、この日にヴェッツラーの市区となった。 |
|                          | ドゥーテンホーフェン Dutenhofen        | 3,121      | ヴェッツラー中核市区の東 5.5 km |
| ガルベンハイムの紋章     | ガルベンハイム Garbenheim              | 2,113      | ヴェッツラー中核市区の北東 2.5 km |
| ヘルマンシュタインの紋章 | ヘルマンシュタイン Hermannstein        | 3,632      | ヴェッツラー中核市区の北西 3 km 歴史的名称は、ミュールハイム (Mühlheim) |
|                          | ミュンヒホルツハウゼン Münchholzhausen | 2,342      | ヴェッツラー中核市区の東 4.5 km |
| ナウボルンの紋章         | ナウボルン Nauborn                     | 3,746      | ヴェッツラー中核市区の南 2.5 km |
| ナウハイムの紋章         | ナウハイム Naunheim                    | 3,786      | ヴェッツラー中核市区の北東 3 km |
|                          | シュタインドルフ Steindorf             | 1,711      | ヴェッツラー中核市区の西 3 km |

人口はいずれも2015年12月31日現在の数値である

### 気候
ヴェッツラーは、中緯度地方の年中穏やかな気候を示す。ただし、谷のコースや高度の違いなどによって、市内小地域間で気候は異なっている。夏の平均気温は 17 から 18 ℃、冬のそれは 1 から 2 ℃である。平均年間降水量は 600 から 700 mm であり、ドイツの平均よりもやや少ない。ラーンタールの南および北の高台ではドイツ平均値と同程度の 800 mm の降水がある。最も降水量の多い月は6月と12月でそれぞれ 74 mm、73.3 mm である。最も少ない月は2月で 49.1 mm である。
| ヴェッツラーの気候     | ヴェッツラーの気候 | ヴェッツラーの気候 | ヴェッツラーの気候 | ヴェッツラーの気候 | ヴェッツラーの気候 | ヴェッツラーの気候 | ヴェッツラーの気候 | ヴェッツラーの気候 | ヴェッツラーの気候 | ヴェッツラーの気候 | ヴェッツラーの気候 | ヴェッツラーの気候 | ヴェッツラーの気候 |
| 月                     | 1月                | 2月                | 3月                | 4月                | 5月                | 6月                | 7月                | 8月                | 9月                | 10月               | 11月               | 12月               | 年                 |
| ---------------------- | ------------------ | ------------------ | ------------------ | ------------------ | ------------------ | ------------------ | ------------------ | ------------------ | ------------------ | ------------------ | ------------------ | ------------------ | ------------------ |
| 平均最高気温 °C （°F） | 3 (37)             | 4 (39)             | 10 (50)            | 14 (57)            | 19 (66)            | 22 (72)            | 24 (75)            | 24 (75)            | 20 (68)            | 14 (57)            | 8 (46)             | 4 (39)             | 13.8 (56.8)        |
| 平均最低気温 °C （°F） | −2 (28)            | −2 (28)            | 1 (34)             | 4 (39)             | 8 (46)             | 11 (52)            | 13 (55)            | 12 (54)            | 9 (48)             | 5 (41)             | 2 (36)             | −2 (28)            | 4.9 (40.8)         |
| 降水量 mm （inch）     | 57 (2.24)          | 49 (1.93)          | 58 (2.28)          | 53 (2.09)          | 70 (2.76)          | 74 (2.91)          | 62 (2.44)          | 66 (2.6)           | 53 (2.09)          | 56 (2.2)           | 67 (2.64)          | 73 (2.87)          | 738 (29.05)        |
| 平均降雨日数           | 10                 | 8                  | 8                  | 9                  | 10                 | 10                 | 10                 | 10                 | 8                  | 8                  | 10                 | 10                 | 111                |
| 平均日照時間           | 1                  | 3                  | 4                  | 6                  | 7                  | 7                  | 7                  | 6                  | 5                  | 6                  | 1                  | 1                  | 4.5                |
| 出典：sonnenlaender.de |                    |                    |                    |                    |                    |                    |                    |                    |                    |                    |                    |                    |                    |

## 歴史

### 先史時代、古代、中世初期および盛期
すでに旧石器時代からヴェッツラー地域では定住がなされており、ダルハイム市区付近にも定住地があった（ダルハイム廃村、ヴァーネンドルフ廃村）。気候の良い場所であったため、約5万年前のヴュルム氷期にも人々はこの地に留まった。
ヴェッツラー＝ダルハイムのラーン川沿いにおける近年の大規模な発掘調査で、7,500年から7,000年前の線帯文土器文化の大規模な定住跡が発見された。この他に、この近辺ではゲルマン人由来の定住地が発見されている。その一部は紀元前後の時代に設けられ、およそ1400年の間定住が続けられていた。ヴェッツラー市内にはさらにケルト人の集落も存在していた。
ケルトのラ＝テーヌ時代にはすでに、ヴェッツラー周辺で鉄鉱石の採掘・精錬が行われていたことが証明されている。鉄加工業はこの地で約2500年の伝統を有している。
東の市境に接するヴァルトギルメスにはローマの民間人集落があった（フォルム・ラーナウ＝ヴァルトギルメス）。ドルラーには紀元後1世紀に建設されたローマ軍基地があった。
ヴェッツラーという地名は、語尾の -lar から判断して、おそらく3世紀までに成立した。本市の存在が証明されるのは8世紀以降である。
ヴェッツラーが市場開催権やこれに伴う市場税徴収権を獲得した時期は不明である。やがて、後にマリエン修道院が築かれドームヒューゲル（聖堂の丘）と呼ばれることになる丘に、市場町が建設された。これが商人や職人を惹きつける求心力となった。897年以前の最初の教会建設まで、ここはおそらく敬虔なキリスト教徒たちの集まる場所であった。

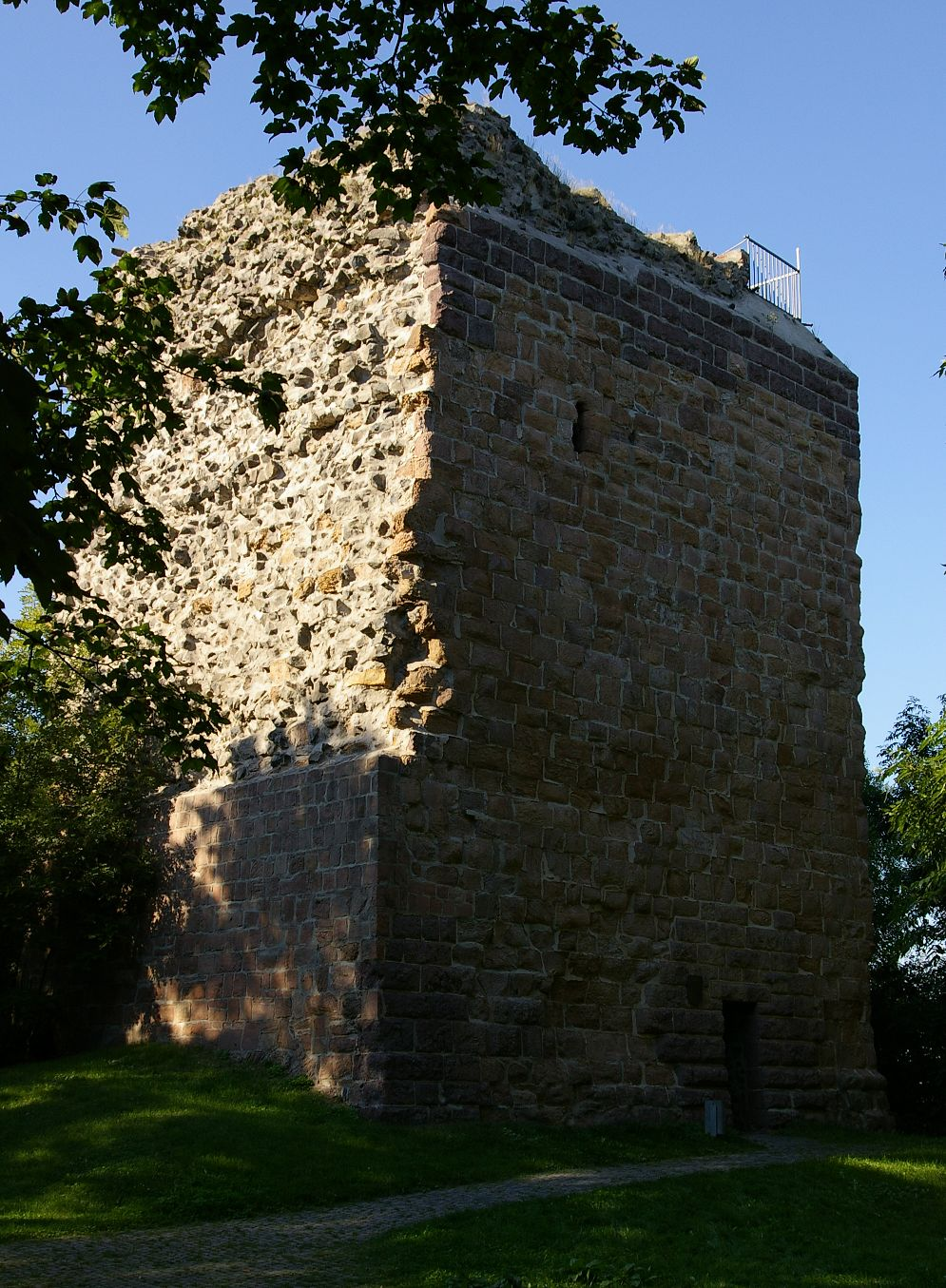
カルスムント城趾

旧カルスムント城: カール・メッツによれば、この城（城砦および城館）は早くもローマ時代初期に創建されたと推測される。ツェドラーによれば、すでに存在していた都市の統治をより良好に行うために、カール大帝が785年頃にこの城館を建設した。このためこの城は、Carols Mons (Carlmund または Carlmont) と名付けられた。現代語では以下の意味となる: Kals- = Karls（「カールの」）、-munt = Vasall（「家臣」）、すなわち「フランク王国の封臣」である。他に古ゲルマン語やケルト語に語源を求める説もある。たとえば、「Kalsmunt という名称はケルト語由来であり、「不毛の丘」を意味している」として、「実りの乏しい丘陵地」を示すというものである。カルスムント城では、ヴェッツラー向けの硬貨が鋳造された。
古い文献記録としては、インゴルトという人物の832年のロルシュ修道院への寄進状がロルシュ文書（Nr. 3146）にある。

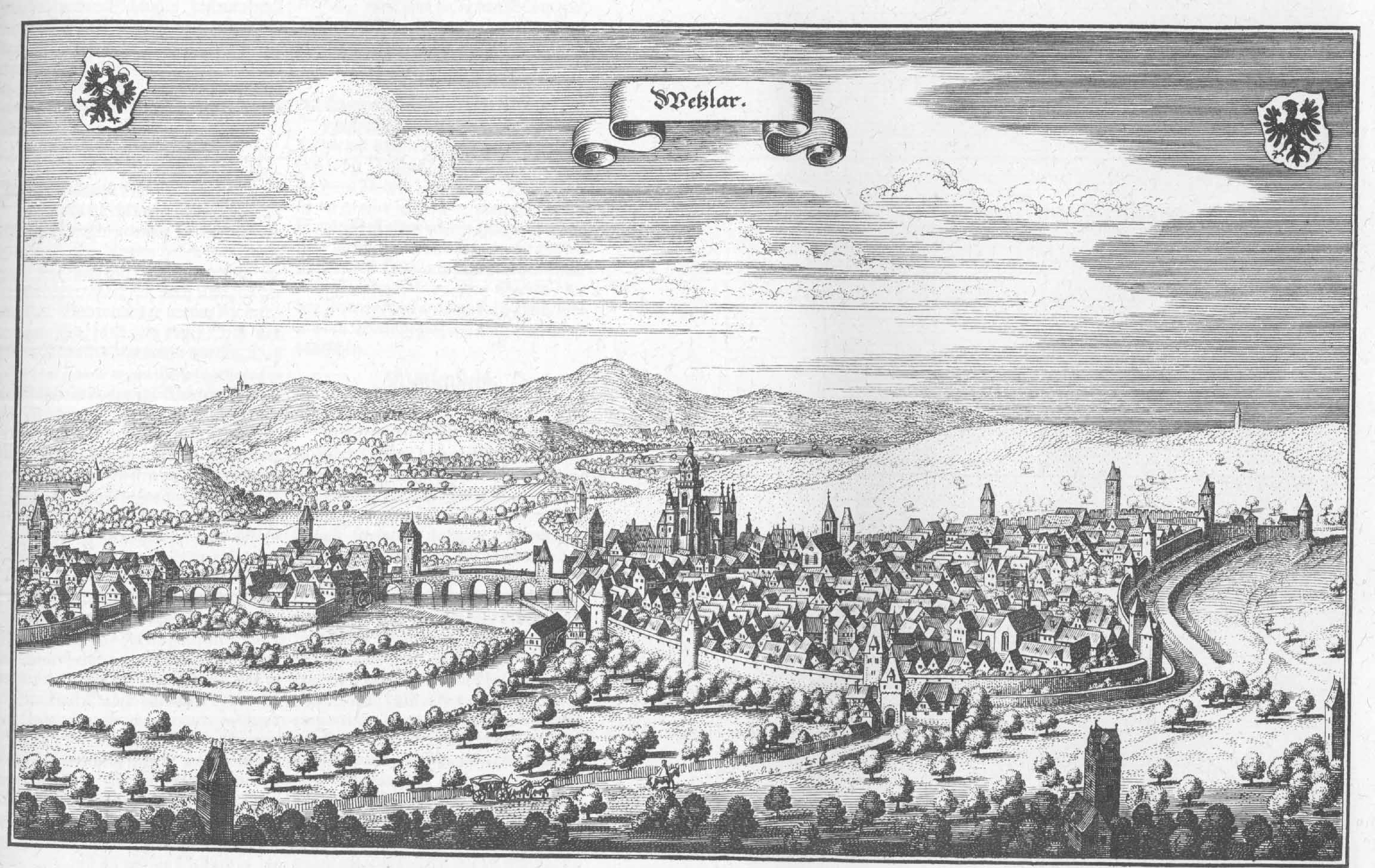
1655年のマテウス・メーリアンの銅版画に描かれたヴェッツラー

ヴェッテラウの伯で904年からロトリンゲン公となったコンラーディナー家のゲープハルトが、897年にサルヴァトール教会（救世主教会）を聖別したというのが最も古い建築に関する記録である。彼はヴェッツラーに聖マリア修道院を建設し、そこに葬られた。10世紀の初めに、ゲープハルトの息子で後のシュヴァーベン公ヘルマン1世とヴェッテラウの伯ウード1世によってマリエン修道院教会（現在のヴェッツラー聖堂）が創建された。

### 中世後期、帝国都市、帝国最高法院
ホーエンシュタウフェン朝の皇帝フリードリヒ1世バルバロッサは、ヴェッツラー地域に帝国フォークト（代官区）を設け、ヴェッツラー市民をフランクフルト市民と同等に位置づけた。同時にヴェッツラーは帝国都市となり、その地位は1803年まで保持された。都市を護り、帝国の土地であるヴェッテラウを保護するために彼は、ヴェッツラーの高台に帝国城砦カルスムントを増築した。ヴェッツラー近郊でラーン川を渡る交易路、鉄鉱石採掘、毛織物、皮革加工業が都市発展の基盤になったと考えられる。
1277年7月9日付の皇帝の文書に初めてヴェッツラーのユダヤ人に関する記述がなされている。ドイツ騎士団は、1285年から1809年までこの街に館を構えていた。
1285年にフリードリヒ2世を名乗る（実際は1250年にイタリアで逝去している）「偽皇帝」ディートリヒ・ホルツシュー（通り名: ティーレ・コルプ）がヴェッツラーに現れた。彼はノイスから、次代の本物の王であるルドルフ・フォン・ハプスブルクがいるフランクフルトに向かっていた。彼が王としてヴェッツラーに入ると、市長はティーレ・コルプを逮捕し、引き渡した。彼は、魔術師、異端者、冒涜者として「炎による死刑」の判決を受け、その翌日処刑された。
1250年までに都市防衛施設の大部分が完成した。その遺構は現在も見ることができる。14世紀半ばの市の人口は6,000人程度と見積もられている。これは当時のドイツの他の都市との比較において、すでに大都市の一つであった。1350年頃に中世の都市発展は頂点に達した。
ヴェッツラーをゾルムス伯領に併呑しようとするゾルムス伯との何十年にも及ぶフェーデがこの街の生命線である交易の安全を脅かした。このため、ヴェッツラーの北に都市を護るもう一つの城砦が築かれた（1373年 - 1379年）。皇帝はこの街を支援したが、大きな成功を収めることはできなかった。彼は1378年と1393年にこのフォークタイをヘッセン方伯ヘルマン2世（「学者伯」と呼ばれる）に委託した。これ以後帝国城砦カルスムントを含むヴェッツラーの代官職と守護権はヘッセン方伯のレーエンとなった。このため、新たなヘッセン方伯が就任するたびに参事会と市議会は代官で守護である方伯に忠誠を誓う必要があった。守護関係は何世紀もの間完全に衝突がなかったわけではない。方伯は、軍事力で威嚇して参事会や市議会に対抗しながら、その権利を行使する必要があった。
この街は借金を背負い、1387年に強制管理下に置かれたが、ライン＝シュヴァーベン都市同盟に加盟した。街の衰退は三十年戦争の終結まで続き、人口は1,500人にまで減少した。

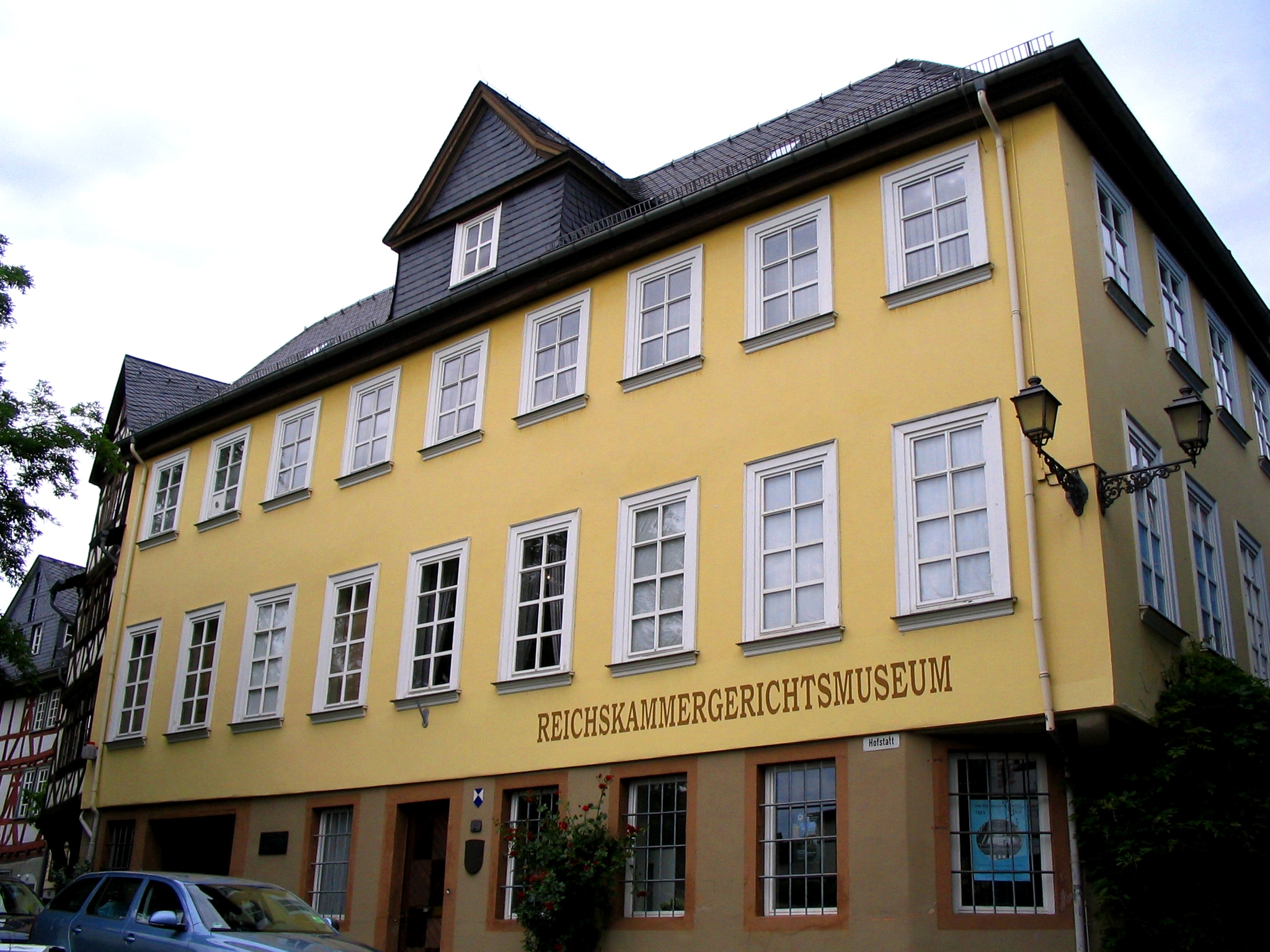
帝国最高法院

ヴェッツラーにとって幸運だったのは、1689年に神聖ローマ帝国の帝国最高法院のヴェッツラー移転が実行されたことであった。1772年の5月から9月まで、ヨハン・ヴォルフガング・ゲーテが見習い生として帝国最高法院に在籍した。彼とシャルロッテ（「ロッテ」）・ブッフとの悲恋は、やがて彼の処女小説『若きウェルテルの悩み』の素材となり、ヴェッツラーを世界に知らしめた。ロッテ通りのドイツ騎士団の館に面したロッテ＝ハウスは、現在もこのことをしのばせている。1806年の帝国の消滅とともに帝国最高法院の存在も終了した。フランスに占領されたヴェッツラーは、早くも1803年に陪臣化によって帝国直轄権を失っており、アシャッフェンブルク侯国領やレーゲンスブルク侯領とともにヴェッツラー伯領として帝国宰相で帝国男爵であったカール・テオドール・フォン・ダールベルクの領邦となり、1810年にフランクフルト大公国が創設された。ウィーン会議の後、この地域は1815年にプロイセン領に編入され、1822年に新たに創設されたヴェッツラー郡の郡庁所在地となった。

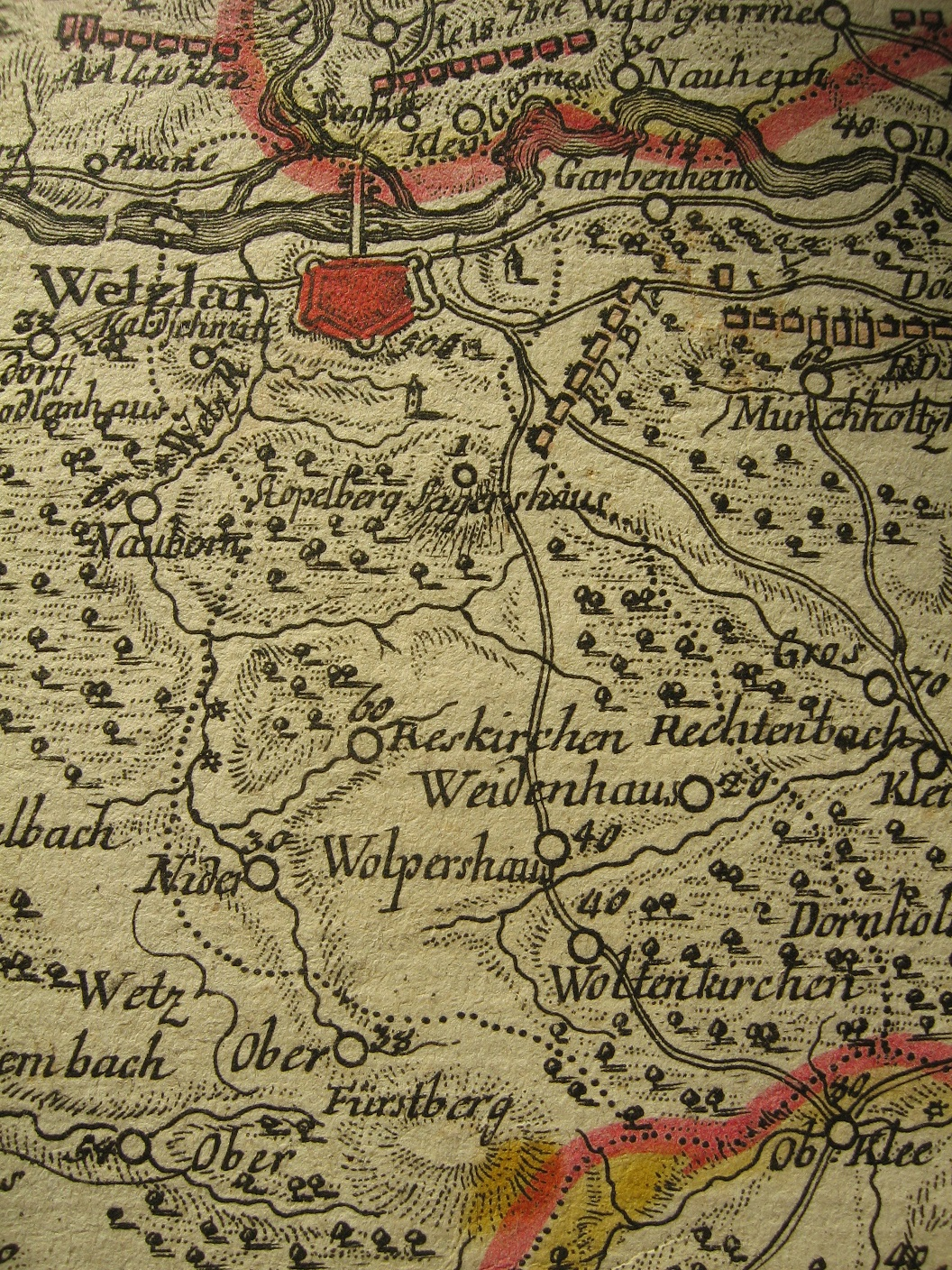
1760年頃のヴェッツラー地図

### 工業都市化
ヴェッツラーおよびその周辺の鉄鉱石採掘、精錬、加工業はすでに2500年の伝統を有していた。しかしヴェッツラーの「近代的」工業化は、堰によってラーン川の航行が可能になった1850年頃からやっと始まった。1862年から1863年に開通したヴェッツラーで合流する2つの鉄道路線ラーンタール鉄道のヴェッツラー - リムブルク - コブレンツ線とケルン＝ギーセン鉄道、さらに1878年のベルリン＝ヴェッツラー鉄道（カノーネン鉄道）によってこの街は遠く離れた原料市場や販売市場と結ばれ、工業都市になっていった。1869年には、市内には100社の鉄鉱石鉱業所があるだけだったが、1872年にヴェッツラーで最初のブデラス兄弟の高炉が稼働を始めた。ゾフィーエン精錬所では、100年以上の間、ラーン＝ディル地方で採掘・精錬された鉄鉱石（赤鉄鉱）が加工されていた。1887年以降ヴェッツラーの鉱業関連企業は、第一次世界大戦による短い中断を挟んで、徐々に閉鎖されていった。その後、露天掘りされた安価な外国産の鉱石が世界市場に流通し、閉鎖の過程は加速した。1926年にヴェッツラーの鉱業は完全に操業停止した。この他の特筆すべき金属加工業者は、レヒリング、ヘッセン採掘精錬工場、カロリーネン精錬所、ヘルクレス工場がある。これ以外に世界的な名声を得た工学・精密機械分野の企業も設立された。たとえば、ライツ（ライカ）、ヘンゾルト（ツァイス）、ミノックス、プファイファー、フィリップス、ロー、クリスティアン・クレンプ、ザイベルト、ホルマン、ライドルフなどである。これらの企業はこの街を現在のハイテク産業都市に導いた。

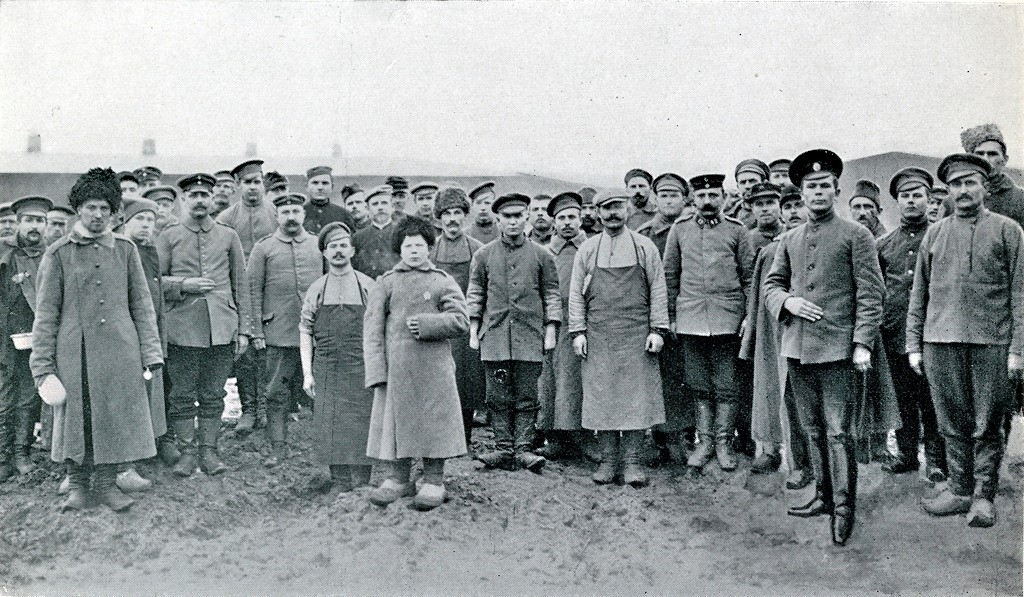
おそらくビュプリングスハウゼン戦争捕虜収容所と思われるロシア人（1916年）

### 20世紀のヴェッツラー
工業化の進展につれ、都市は中世の市域を越えて拡大していった。1903年に広い工業地区と駅前地区を持つニーダーギルメスが合併した。

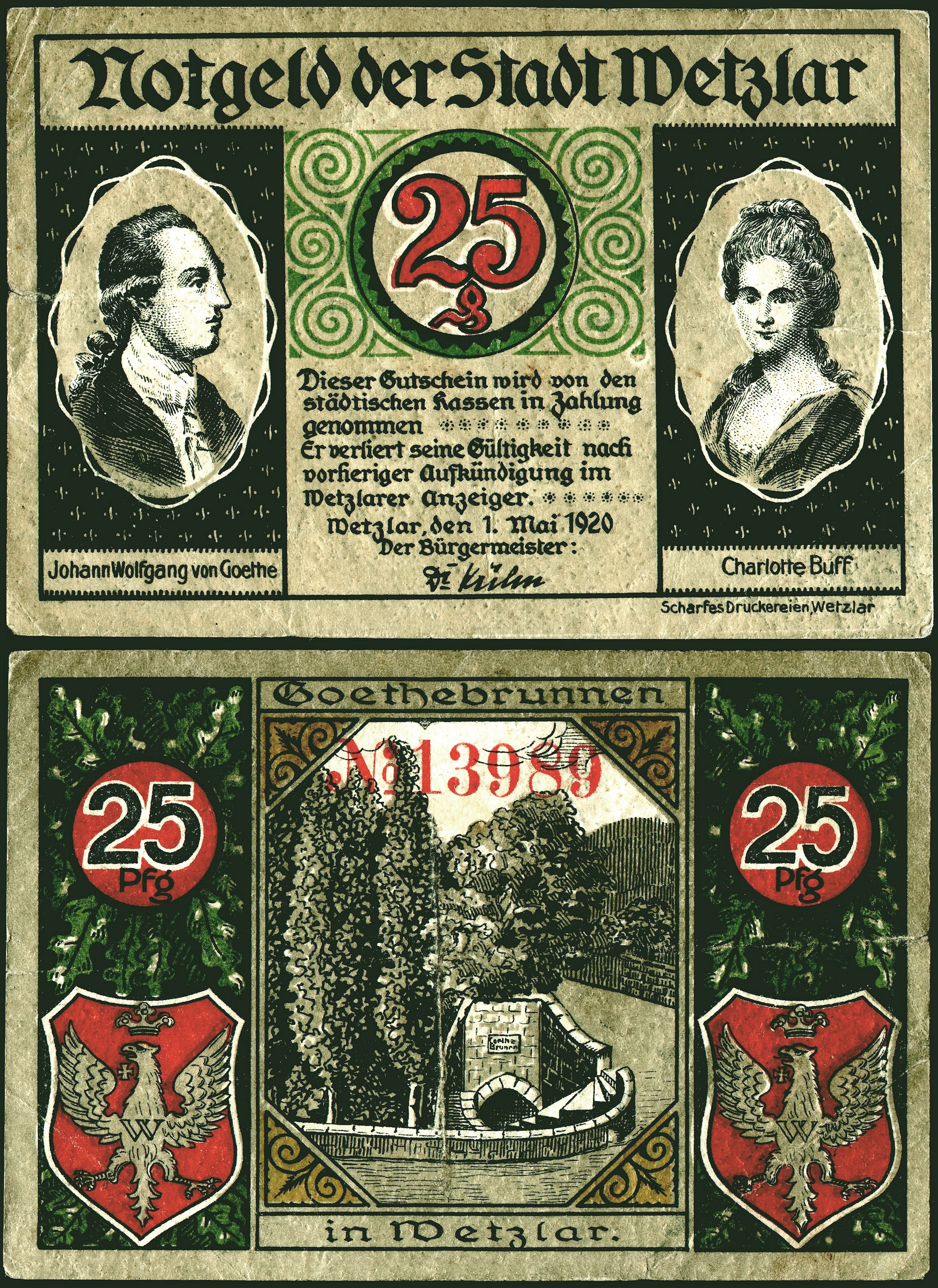
1920年のヴェッツラーのノートゲルト（25ペニヒ）

第一次世界大戦中に、市の中心部から約 2 km 南東のシュピルブルク（1310年に最初の文献記録が遺る）の裏手にロシアからの捕虜 15,000人以上を収容した第18軍団の捕虜収容所（ビュプリングスハウゼン戦争捕虜収容所）が設けられた。ここには特にウクライナの捕虜が収容された。将来ロシアに対抗する同盟相手となる可能性に配慮して、ここでは他よりも良い条件が提供された。この収容所から後にビュプリングスハウゼン地区が発展した。第一次世界大戦では540人のヴェッツラー市民が亡くなった。
第一次世界大戦終戦時にこの街の人口は 15,000人を超えた。交通問題が深刻化したため、旧市街の西に環状道路が建設され、これに伴ってラーン川に新しい橋が架けられたことで古い石造りの橋は交通量が軽減された。1932年までヴェッツラー郡はヘッセンのライン州の飛び地であったが、この年にヘッセン＝ナッサウ州に編入された。1933年以後、シュタインドルフへの街道沿いに広大な新しい兵舎群が建設された。
ヴェッツラーに住むユダヤ人は、1933年の132人から1939年には46人となった。ヴェッツラーのユダヤ人の約半数がフランクフルトのゲシュタポ機関を経由して絶滅収容所に移送された。他の家族はアメリカ、南アフリカ、パレスチナ、フランスへ移住した。第二次世界大戦中、この街は工業重点都市（製鉄業、光学産業）として激しい爆撃の目標となった。特に駅前地区やニーダーギルメスへの攻撃は激烈であった。しかし、聖堂から見える旧市街は、ほとんどが爆撃を免れた。
ダルハイムでは戦争捕虜となった連合軍空軍兵士 (POW = Prisoners of War) のために1944年5月から1945年3月まで、空軍通過収容所「ドゥラーク・ルフト」が設けられた。捕虜たちは、ここでの尋問に基づいて捕虜収容所（シュタラーク）に分配された。
戦争中、ヴェッツラーでも軍需産業での強制労働が行われていた。爆撃を避けるために一部がハウザーベルクの地下に設けられた作業所での労働であった。第二次世界大戦の終結時点には、約4,000人から5,000人の強制労働者と戦争捕虜が市内に拘束されていたと推定されている。
第二次世界大戦後、ヴェッツラーには初めアメリカ部隊が、後にフランス部隊が進駐したが、引き続きアメリカ管理区域に留まった。ドイツ再編の際にこの街は新たに創設されたヘッセン州に編入された。多数の故郷を追放された人や難民が流入したため、人口は倍増し、1950年代初めに人口3万人を超えた。早急に新しい住宅地の造成が必要となったため、一連の新たな住宅地区の開発や拡張が全市区で促進された。1951年から1953年までに西端に密集した住宅地が設けられた。1956年からは、一部が高層住宅からなり、少なくとも4,800人の住民を収容できる「ノイエ・ヴォーンシュタット」（直訳すると「新しい住宅都市」）の建設が始まった。1957年にナチス時代の旧国防軍兵舎（シュピルブルク兵舎およびジクスト＝ヴォン＝アーミン兵舎）に大規模な連邦軍駐屯地が設けられた。ここには、一時期約6,000人の兵士が駐屯した。1992年に駐屯地が廃止された後はミッテルヘッセンを管轄する郡防衛補充事務所だけが残っている。
現在のダルハイム都市管区の母体は第一次世界大戦後に、ブデラスおよびレヒリング＝ブデラスによってアルテンベルガー通り沿いに設けられたいわゆる「アルテンベルガー・コロニー」であった。付属の物置や庭付きの、当時としては進歩的なテラスハウスは両社の労働者に貸与されたものであった。1940年代末から1950年代初めに、幼稚園、遊戯広場、運動場を有するブレドウ住宅地や、アイヒェンドルフ＝シューレを含むエスターライヒャー住宅地（ここで行われ、オーストリア大公カールがナポレオンの将軍ジョルダンに勝利したヴェッツラーの戦いを記念して命名された）がブデラス、ライツ、市によって建設された。1960年代にヴェッツラー市は、マルヒ教授とマウラー教授の設計に基づいて大規模なダルハイム新住宅地を建設した。新しい都市管区の拡充は1965年に始まった。
ヘッセン州の地域再編に伴って、1977年1月1日にヴェッツラーは隣接するギーセンおよび14の周辺市町村と合併し、新たにラーン市として統合された。この郡独立市は人口約156,000人であった。しかし、特にヴェッツラー側からの激しい抵抗により、1979年7月31日にラーン市は解消され、ヴェッツラーは再び独自の都市となった。しかし地域再編が元に戻されたわけではなく、現在の市域は、以前のヴェッツラーにドゥーテンホーフェンとミュンヒホルツハウゼンとを加えたものである。ヴェッツラーは、旧ヴェッツラー郡とディレンブルク郡とが合併して成立したラーン＝ディル郡の郡庁所在地となった。ヴェッツラー市に対して2011年9月に新たなナンバープレート略号「WZ」が認可され、2012年7月1日から交付されている。
1970年代に、長い伝統を持つラーン＝ディル地方の鉄鉱石採掘は、産出の枯渇により終末を迎えた。その結果、1981年にブーデルの最後の高炉の火が消され、ヴェッツラーにおける銑鉄生産が終了した。増加を続ける輸入鉄鉱石が営業を採算の合わないものにしたのである。

### 領邦と行政機関
以下にヴェッツラーが所属した領邦および行政機関を列記する:
- 1803年以前: 神聖ローマ帝国、帝国都市ヴェッツラー（守護権は帝国レーエンとしてヘッセン＝ダルムシュタット方伯が担っていた）
- 1803年 - 1810年: カール・テオドール・フォン・ダールベルクのプリマティアルシュタート、ヴェッツラー帝国伯領
- 1810年 - 1813年: フランクフルト大公国フランクフルト県ヴェッツラー管区
- 1816年から: プロイセン王国ライン州（ドイツ語版、英語版）コブレンツ県（ドイツ語版、英語版）ヴェッツラー郡
- 1822年から: 北ドイツ連邦プロイセン王国ライン州コブレンツ県ヴェッツラー郡
- 1871年から: ドイツ国プロイセン王国ライン州コブレンツ県ヴェッツラー郡
- 1918年から: ドイツ国プロイセン自由州ライン州コブレンツ県ヴェッツラー郡
- 1932年から: ドイツ国プロイセン自由州ヘッセン＝ナッサウ州（ドイツ語版、英語版）ヴィースバーデン県ヴェッツラー郡
- 1945年から: アメリカ管理地区（ドイツ語版）グロース＝ヘッセン（ドイツ語版、英語版）ヴェッツラー郡
- 1949年から: ドイツ連邦共和国ヘッセン州ヴィースバーデン行政管区ヴェッツラー郡
- 1968年から: ドイツ連邦共和国ヘッセン州ダルムシュタット行政管区ヴェッツラー郡
- 1977年1月1日: ドゥーテンホーフェン、ガルベンハイム、ヘルマンシュタイン、ミュンヒホルツハウゼン、ナウボルン、ナウンハイム、シュタインドルフ、ヴェッツラーから新たにラーン市（ドイツ語版、英語版）が設立された
- 1977年から: ドイツ連邦共和国ヘッセン州ダルムシュタット行政管区ラーン＝ディル郡
- 1979年8月1日: ラーン市が解消され、ブラスバッハ、ドゥーテンホーフェン、ガルベンハイム、ヘルマンシュタイン、ミュンヒホルツハウゼン、ナウボルン、ナウンハイム、シュタインハイム、ヴェッツラーは、独立都市ヴェッツラーの市区となった。
- 1981年から: ドイツ連邦共和国ヘッセン州ギーセン行政管区ラーン＝ディル郡

## 住民

### 人口推移

ヴェッツラーの人口推移

工業化の結果、19世紀後半にヴェッツラーの人口増加に拍車がかかった。1890年の人口は 8,144人であったが、1925年にはすでに 16,500人に達した。第二次世界大戦後の人口増加はさらにダイナミックであった。人口は26,250人（1950年）を超え、また市町村合併の結果、1970年代末には52,000人を超えた。これ以後はわずかな変動だけである。
市の戸籍役場の登録によれば、2015年12月31日のヴェッツラーの人口は 52,504人（男性25,501人、女性27,003人）で、このうち31,107人が中核市区に、21,397人がその他の周辺市区に住んでいる。ヴェッツラーの2017年初頭の人口53,201人は、ヘッセン州で12番目にあたる。
ヴェッツラー労働局管区の失業率は2017年5月時点で 4.9 %、11,279人にあたる。ディレンブルクとビーデンコプフの支所の管轄区（おおむね旧ディル郡とビーデンコプフ郡にあたる）を除いた本支所の管轄区（おおむね旧ヴェッツラー郡にあたる）はこれよりもやや高い 6.0 % である。

### 宗教と国籍分布
ヴェッツラーは宗教改革以後、プロテスタントが多数を占めている。1939年の宗教別人口比率は、プロテスタント 78.4 %、カトリック 15.7 %、その他のキリスト教 1 % であった。ヴェッツラーのユダヤ人コミュニティは国家社会主義の時代まで存続しており、戦後には「ディスプレイスト・パーソン」(DP)と呼ばれる難民あるいは被追放者が再び住み着いた。1949年3月に最後の DP がこの街を去り、ユダヤ人は住んでいない。
2011年の人口調査によれば、ヴェッツラーの人口の 47.4 % が福音主義、21.9 % がローマ＝カトリック、1.1 % が福音主義自由教会、1.7 % が正教会、3.5 % がその他の宗教の信者で、24.4 % が宗教団体に属していなかった。
ヴェッツラーの16の福音主義教会（いくつかの集会所は2つの教会が共同で使用している）は主にラインラント福音主義教会に属している。ヴェッツラーはかつてこの州教会の小さな東部の飛び地であった。ナウンハイムとヘルマンシュタイン地区はヘッセン＝ナッサウ福音主義教会に属している。ヴェッツラーの福音主義教会は合計約 24,000人の信者を擁している。
ヴェッツラー市とその周辺地域は1933年まではトリーア大司教区に属していた。大司教はヴェッツラー聖堂の首席司祭を兼ねた。ヴェッツラーの4つのカトリック教区は7つの教会堂を有しており、リムブルク司教区北東部のヴェッツラー地区に属している。この地区全体の信者数は約 31,000人である。
ムスリムのためにヴェッツラーには2つのモスクがある。この他にアレヴィー派の教団もある。
この他に市内には数多くの教会グループがある。たとえば、エホバの証人、モルモン教、新使徒派教会などである。
2011年5月9日時点の外国人比率は 11.5 %（5,840人）であった。その国籍は112か国にわたる。このうち 2,262人がトルコ出身で、466人がギリシア人、250人がポーランド人、111人がロシア人、225人がイタリア人であった。2011年の人口調査によればヴェッツラー住民の 31.6 %（16,040人にあたる）が移民の祖先を持つ。

## 行政

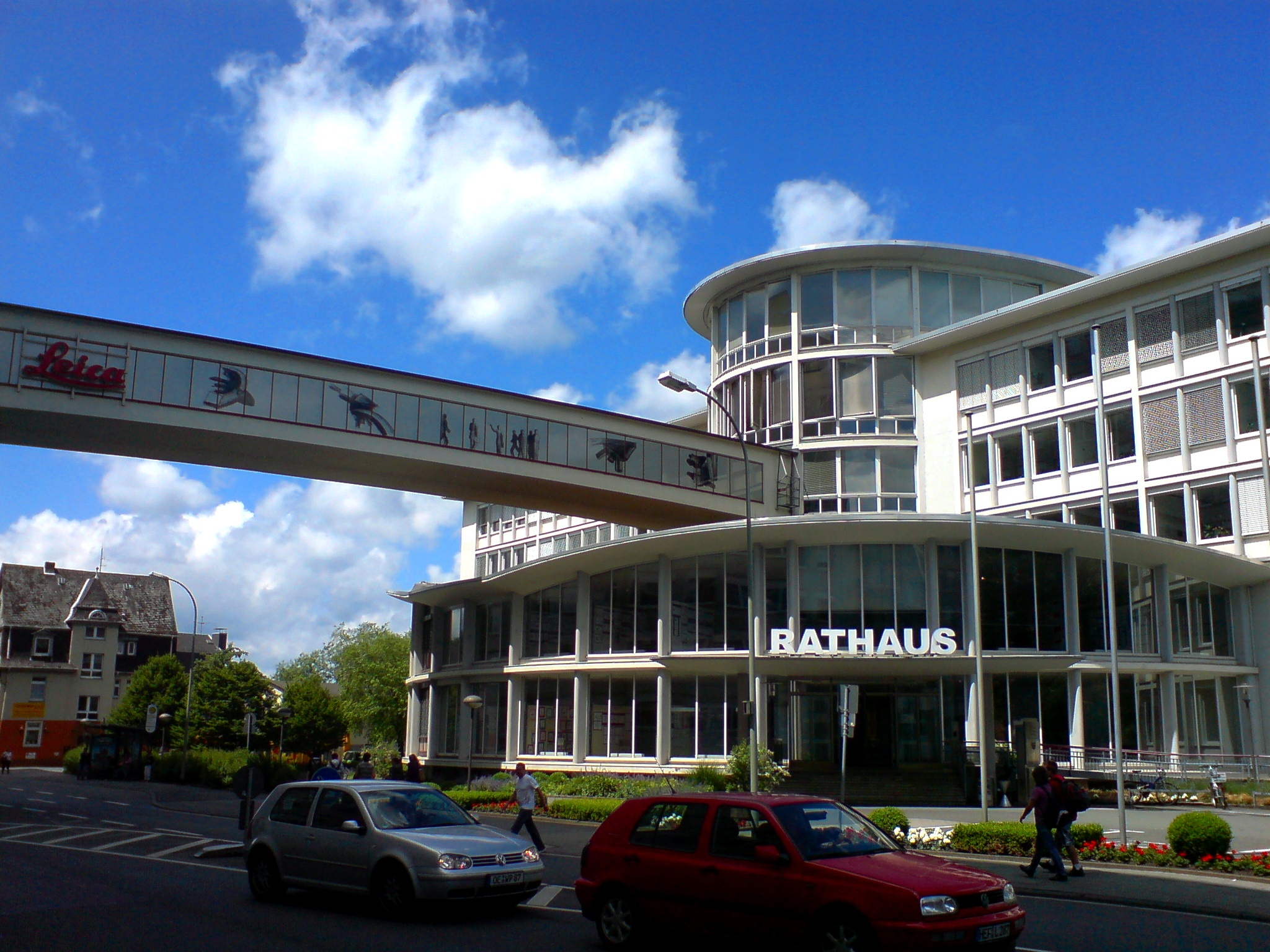
ヴェッツラーの新市庁舎

### 市議会
市議会はこの街の最高機関である。議員は5年ごとに市の有権者による直接選挙で選出される。投票資格は満18歳以上で、基本法が定めるドイツ人または欧州連合加盟国に属する者である。さらに少なくとも3か月以上この街に住んでいることが条件となる。
ヴェッツラーの市議会は59議席からなる

### 首長
直接選挙で選出されるヴェッツラー市の上級市長はSPDに所属するマンフレート・ヴァーグナーである。1979年のラーン市解消後の上級市長を列記する。
- ヴァルター・フローネベルク (SPD) 1979年 - 1997年
- ヴォルフラム・デッテ (FDP) 1997年 - 2015年
- マンフレート・ヴァーグナー (SPD) 2015年 -

### 紋章、旗、印章
1965年6月1日、当時ヴェッツラー郡のヴェッツラー市はそれまでの紋章を変更する許可を得た。
図柄: 赤地に金の冠を被り、金の爪と嘴で威嚇する黒い鷲。右（向かって左）の翼の上に黒く縁取られた銀の先広十字。
解説: 黒い鷲の色は、元々はたぶん銀色であったと推測される。その方が、地色の赤色とのコントラストによって視認性が高いためである。
赤地に金の冠を被った帝国鷲はかつての帝国都市の帝国直轄権を表している。銀の先広十字については、少なくとも3つの解釈がなされている: a) 帝国都市の貨幣鋳造権を表す、b) 1228年にこの街を訪れた皇帝ハインリヒ7世の紋章の意匠を少し加工したもの、c) ドイツ騎士団を意味する。この紋章は12世紀以降ほとんど変更されていない。
旗: 両側の狭い黒のストライプの間に広い赤の中央部。その上部1/3に市の紋章が描かれている。
印章: ヴェッツラー市はその紋章に「Stadt Wetzlar」（ヴェッツラー市）の文言が入った印章を用いている。

### 姉妹都市、援助協力関係
ヴェッツラー市は数十年前から活発な姉妹都市協定を結んでいる。
以下はドイツ国外の姉妹都市である。
- アヴィニョン（フランス、ヴォクリューズ県）1960年
- コルチェスター（イギリス、エセックス）1969年
- シュラートミング（ドイツ語版、英語版）（オーストリア、シュタイアーマルク州）1974年
- シエーナ（イタリア、トスカーナ州）1987年
- ピーセク（チェコ、南ボヘミア州）2008年

この他にガルベンハイム市区は、オーストリアのライト・バイ・キッツビューエルと1980年から姉妹都市関係にある。
ドイツ国内の姉妹都市には以下がある。
- ノイケルン区（ベルリン）
- イルメナウ（テューリンゲン州）

ヴェッツラーは1959年にはすでにベルリンのノイケルン区と援助協力協定を結んでいた。これは後に姉妹都市協定に発展した。東ドイツの政治的転換後、ゲーテ都市イルメナウと交流を持ち、1990年から公式な姉妹都市関係が成立した。
姉妹都市関係は、たとえば使節団の派遣や定期的な交換学生といった形での集中的な相互訪問を特徴としている。また、姉妹都市はヴェッツラーの公園の命名の由来にもなっている。特に歴史的な旧市街周辺の施設は姉妹都市にちなんで名付けられている。姉妹都市関係への多大なコミットメントに対して、1990年に本市は欧州評議会から栄誉メダルを贈られた。
さらにナミビアの首都ウィントフック、スリランカの都市ポイント・ペドロ、ブラジル サンパウロ州のノッサ・セニョーラ・アパレシーダと非公式な姉妹都市関係にある。
姉妹都市協定の他にヴェッツラーは一連の援助協力関係を結んでいる。1975年にブルキナファソのサヘル地方にある都市ドーリとの間で結ばれた。この援助協力関係に基づき、学校建設や病院設備の拡充といったプロジェクトがなされている。モスクワの第8区（西部行政管区）とも援助協力関係を結んでいる。1962年に締結された「東部ドイツの歌曲のための援助協力関係」により東ヨーロッパの旧ドイツ人居住地域の歌曲資料が収集、保管されている。本市はこれに関与しており、約1,700冊の歌曲本、約63,000曲の歌曲データのアーカイブを有している。

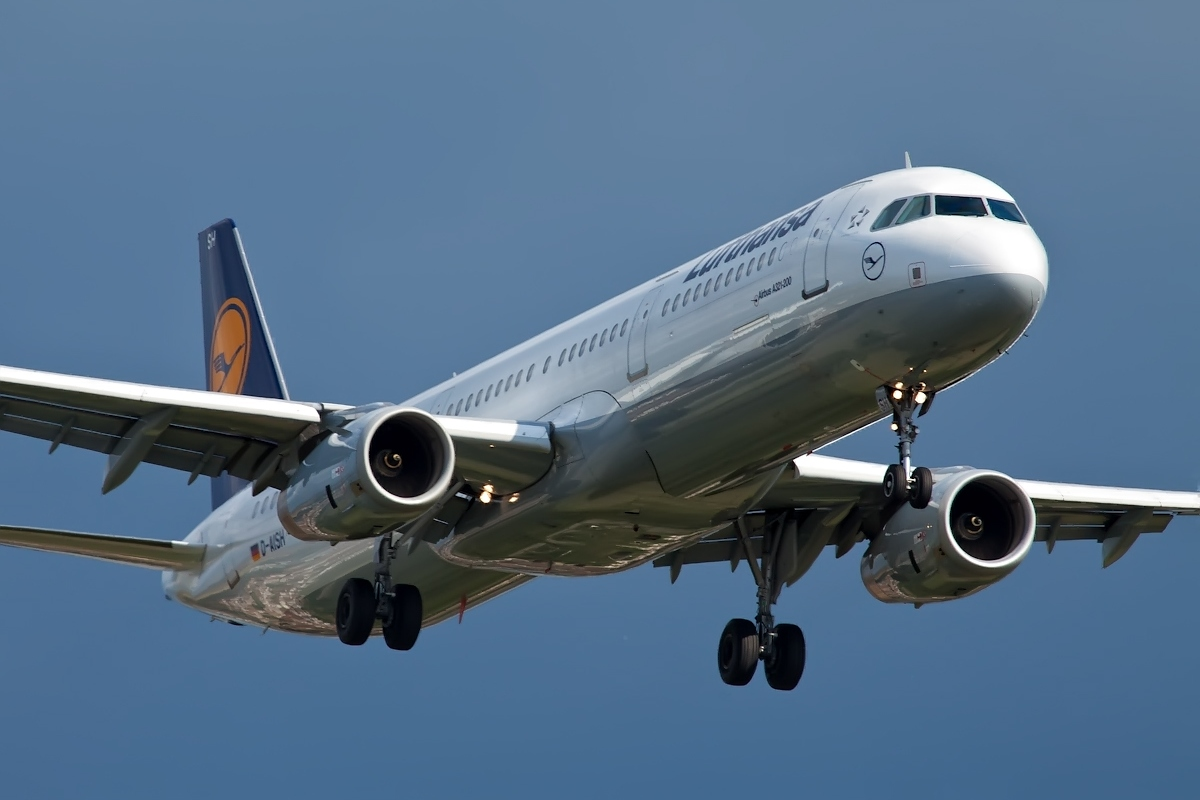
「ヴェッツラー」の愛称がつけられたルフトハンザ機 D-AISH

1958年から1995年までリンダウ級掃海艇「ヴェッツラー」が、連邦海軍によって使用されていた。
1990年からルフトハンザのエアバス 310-300（識別記号 D-AIDH）に「ヴェッツラー」の名前が付けられていた。この機体は2003年にルフトハンザからエア・マドリード（2006年に倒産）に売却された。2007年からは、ルフトハンザのエアバス 321-231（識別記号 D-AISH）に「ヴェッツラー」の名前が付けられている。

## 文化と見所
最も重要な見所は、ロマネスク/ゴシック様式の聖堂、博物館や入念に修復された木組み建築が建ち並ぶ歴史的旧市街にある。旧市街は路地やテラスのような小さな広場を通って、ラーン川やその橋へ下って行く。所々に現在も良い状態で遺された市壁が見られ、そのルートの大部分は公園風に縁取られている。
文化的なハイライトはヴェッツラー祝祭演劇、「ヴェッツラー国際ギターの日」、ファンタスティークターゲである。ヴェッツラー市のファンタスティーク賞は1983年から毎年授与されている文学賞である。文化施設としては以下のものがある: 演劇ホールを有する市立ホール、コンサート、スポーツイベント、ショーが開催されるリッタール・アレーナ・ヴェッツラー、それにファンタスティーシェ図書館がある。この図書館は、一般公開されている中で世界最大のSF、ファンタジー、ユートピア、ホラー、ファンタジー、旅行記、冒険文学、メルヘン、伝説、神話の図書館である。
研究所やサークルが歴史、郷土、民俗の研究に取り組み、習俗を保存し、歴史を体感し、文化的多様性を創造している。
2009年5月19日の閣議決定に基づき、ヘッセン州政府は2012年6月1日から10日まで第52回ヘッセンの日をヴェッツラーで開催した。ヴェッツラーはすでに1975年にヘッセンの日の開催地となっていた。

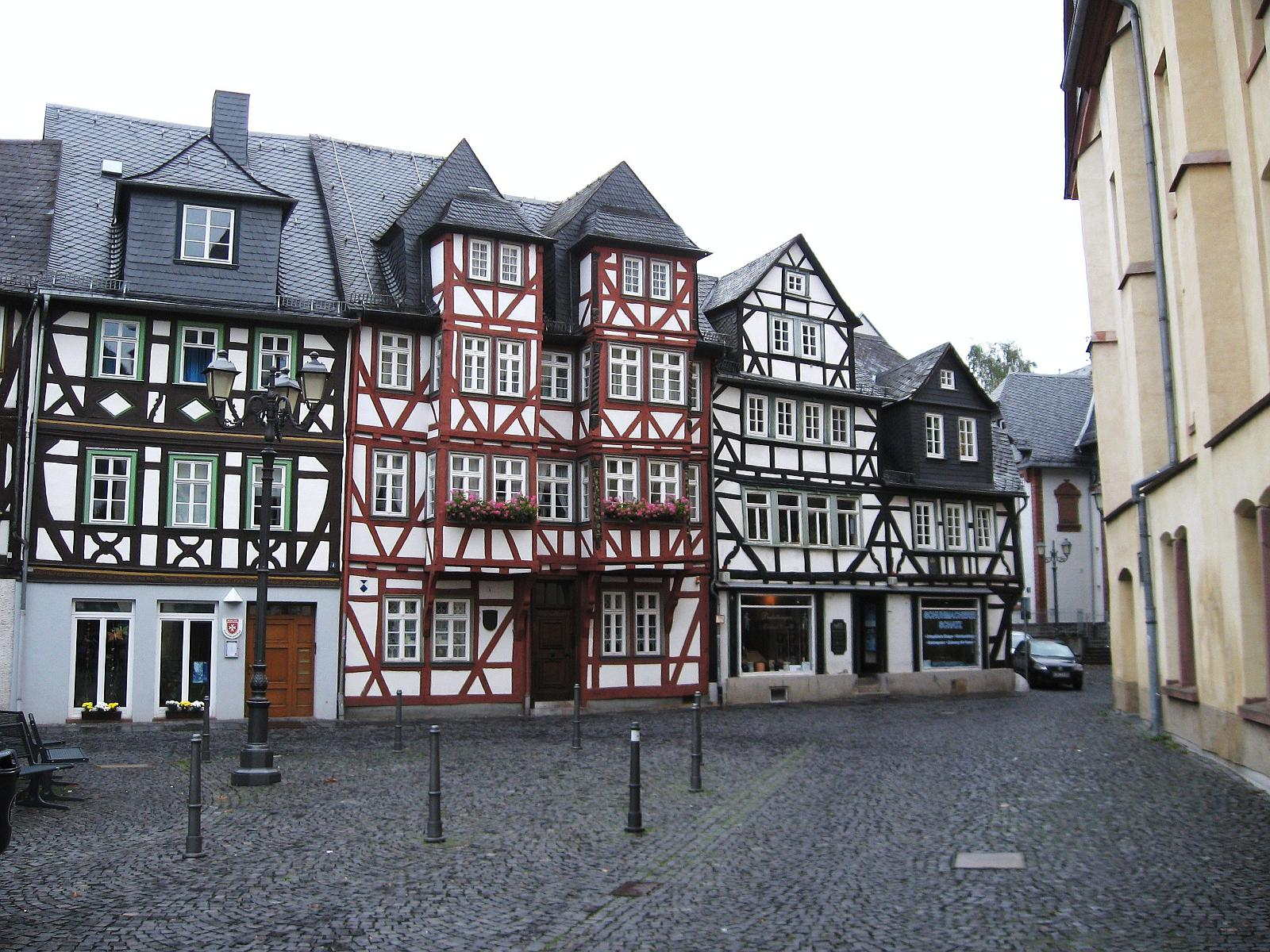
イェルーザレムハウス（赤い柱の建物）と周辺の木組み建築

### 歴史的旧市街
旧市街には木組みや石造りの歴史的建造物が稠密なアンサンブルをなしている。これらはロマネスク（聖堂）、ゴシック、ルネサンス、バロックといった建築様式で造られており、18世紀末頃と同じような状態で保存、修復がなされている。その合間に、ブッターマルクト/聖堂広場（バター市場）、フィッシュマルクト（魚市場）、アイゼンマルクト（鉄市場）、コルンマルクト（穀物市場）、シラー広場（旧フランツィスカナーホーフ）といった広場がある。特記すべき建物は50棟ほどあるが、その中でも注目すべきは以下の建物である: 1356年建造のブロートシルムのヴァントシュテンダーバウ、アイゼンマルクトの旧貨幣鋳造所、レーミシェ・カイザー（15世紀）、旧劇場および舞踏場、旧ドイツ騎士団館（現在の市立博物館）、ロッテハウス（シャルロッテ・ブッフの屋敷）、イェルーザレムハウス（カール・イェルーザレムはこの中で自らを撃ち、ウェルテルとして悲劇的名声を得た）、レンマース＝ダンフォルト男爵夫人イルムガルトが購入して揃えた歴史的な家具コレクションを所蔵するパレス・パピウス。
石造りの旧ラーン橋は1288年に最初の記録が遺されている。

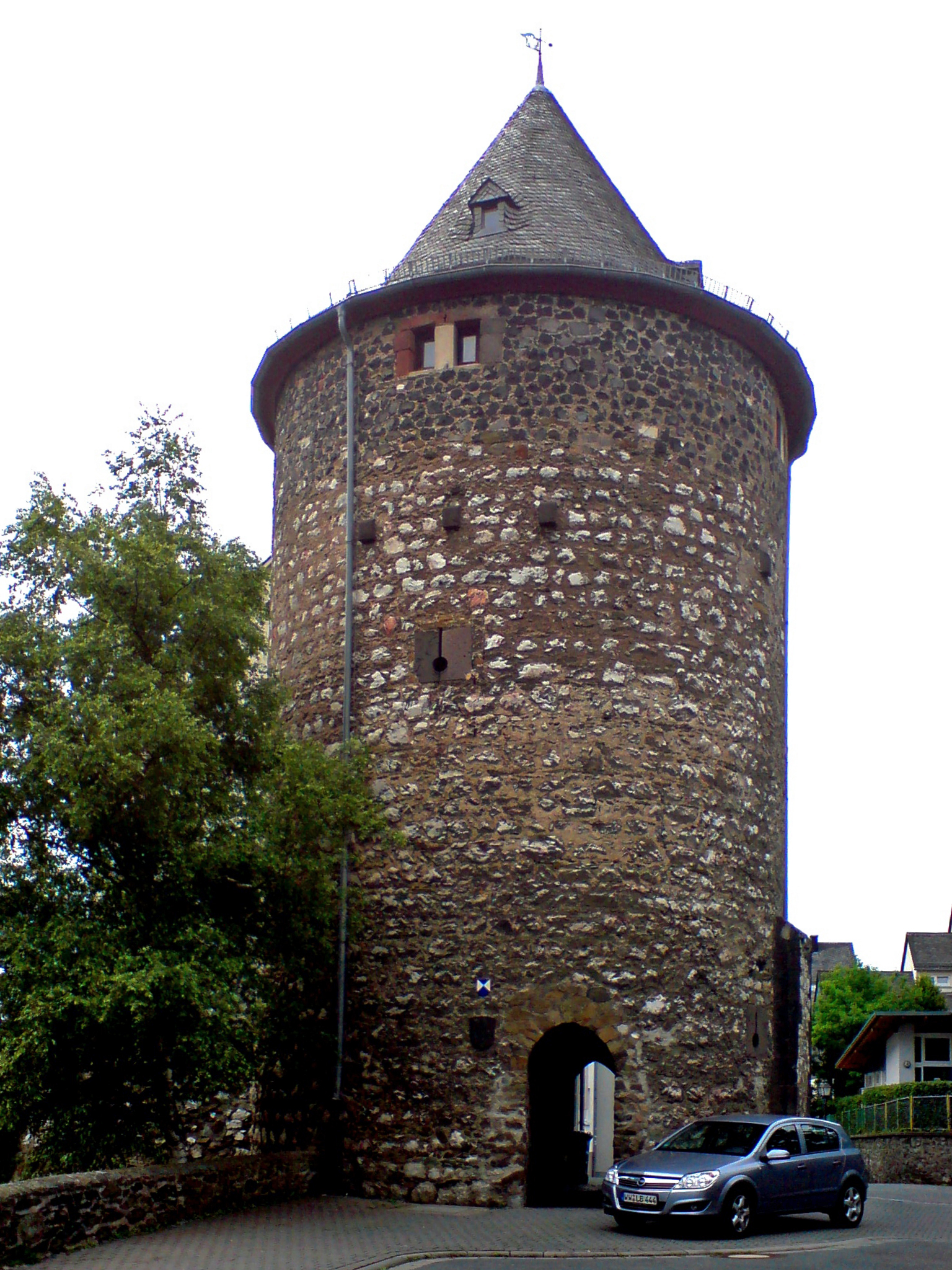
ゾイ塔

13世紀から14世紀に造られた都市防衛施設の遺構はかなりの部分が保存されている。たとえば、シュナイダー塔またはゾイ塔として知られる防衛塔、かつての衛星都市ジルホーフェンに通じる市門であったカルスムント門、および市壁の大部分である。
かつての衛星都市でラーン橋によって旧市街と結ばれていたラングガッセやノイシュタットにも見応えのある歴史的建造物が何棟か遺されている。しかし、特にノイシュタットでは20世紀に4車線の道路が建設され中世の雰囲気は破壊されている。
14世紀に市庁舎として建設された建物は、帝国最高法院（1689年から1806年まで）によって何度も改築された後、その本部およびオフィスとして用いられた。裁判所は後に、向かい側にある「ヘルツォイークリッヒェ・ハウス」に移転し、さらにその後1806年に廃止されるまでフォン・インゲルハイムシェ宮殿に置かれた。この建物は兵舎に改築された後、中央郵便局として用いられた。郵便局が移転した後は、旅館および住居として用いられている。

### その他の建築および見所
旧市街を取り巻く新しい街区には、上流階級の館や邸宅が並んでいる。これらの屋敷は主にヴェッツラーがライツの街あるいはその後のライカの街（ライツ邸、ケルナー邸、バルナック邸）として、あるいはブデラスの街（たとえばヴァイセ邸）として全盛を極めた時代に建設された。また近代的企業主の館や労働者住宅群もこの時代に造られた。
市の東と南の丘の上に、ともに14世紀に建設された防衛塔「ガルベンハイム監視所」（1900年頃にビスマルク塔に改築された）と「ブリュールスバッハ監視所」は、現在、展望塔として利用されている。

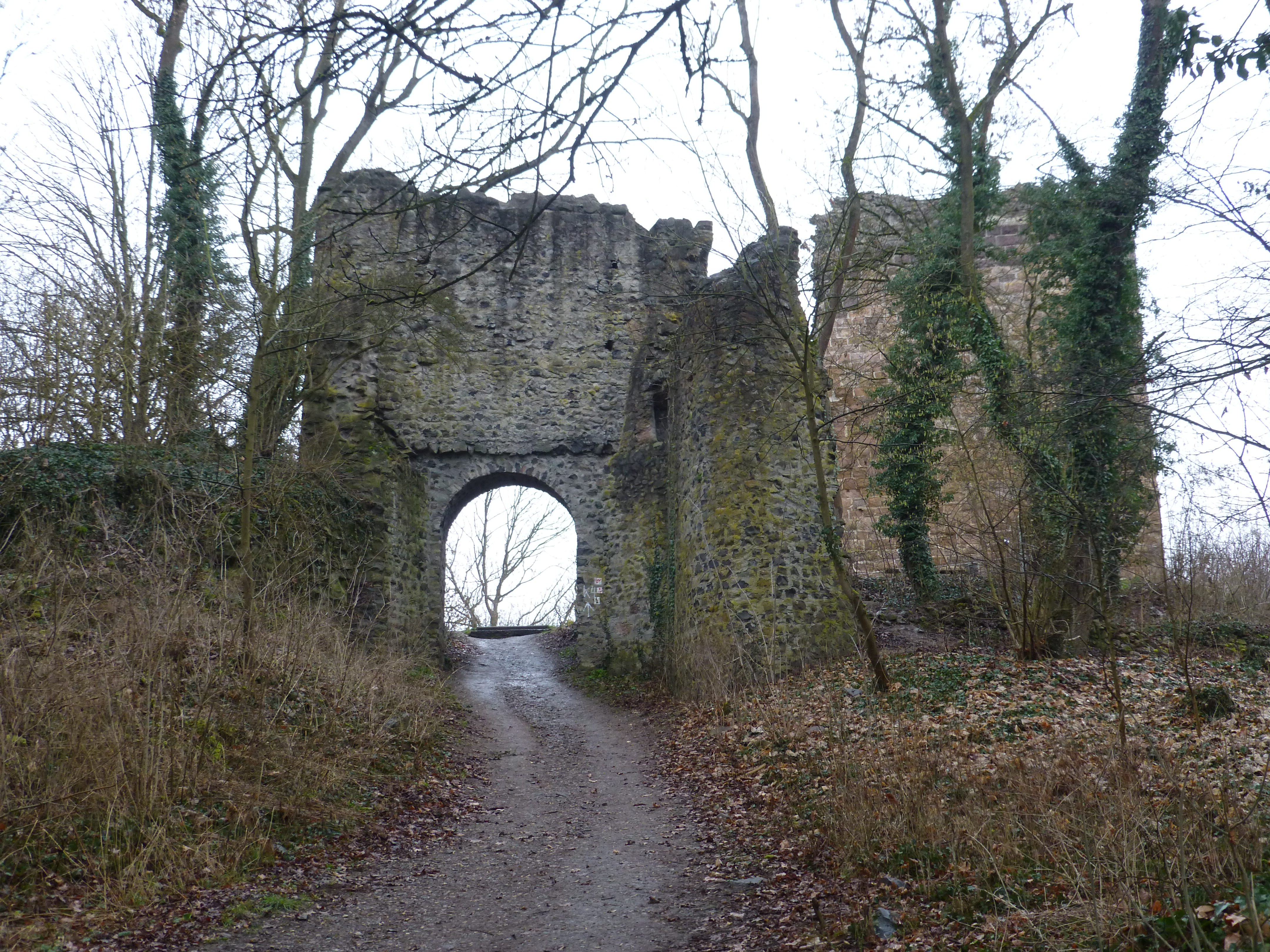
旧カルスムント城の城門

帝国城砦カルスムント城はおそらく、800年頃に設けられた。市とその周辺の帝国直轄地ヴェッテラウを護るために、この城は12世紀に拡充された。この帝国城砦の名前の由来は明らかでない。否定されていない説としては以下のものがある: Kals- =「カールの」、-munt =「家臣」で、この名称はフランク王国の宮廷に服従したレーエン家臣を意味しているというものである。中世後期にはすでに事務棟としてマグダレーネンハウスがカルスムント城に併設された。それらの建物は1324年からカルスムント城の街から離れた側にあったことが証明されている。頻繁に所有者が入れ替わり、16世紀にヘッセンに移行する過程で城が老朽化した後、ゾルムス＝ブラウンフェルス伯ベルンハルト3世がこの地所を購入した。この所領の名称は、17世紀末頃に実在したゾルムス＝ブラウンフェルス公妃マグダレーナに由来する。3階建ての堂々とした木組み建築は1693年に公妃のために建設された。1716年にヴィルヘルム・モーリッツ伯はこの地所に動物園を設けたが、早くも1800年頃には再び廃止された。マグダレーナ公妃が1716年に亡くなった後、営林官と行政官がこの屋敷に住んだ。1810年に最後のドイツ騎士団の官吏でヴェッツラー出身のゲオルク・ブッフがこの土地を獲得した。19世紀以降この館は、旅館およびハイキング地のレストランとして利用されている。
ヘルマンシュタイン城は、フランスをモデルにしたゴシック様式の居住塔施設の典型例である。この城は、1373年から1379年にかけて、ヘッセン方伯ヘルマン1世がこの街を防衛するために建設した。ゾルムス＝ブラウンフェルス侯はヴェッツラーとのフェーデで繰り返しこの城に陣を置いた。

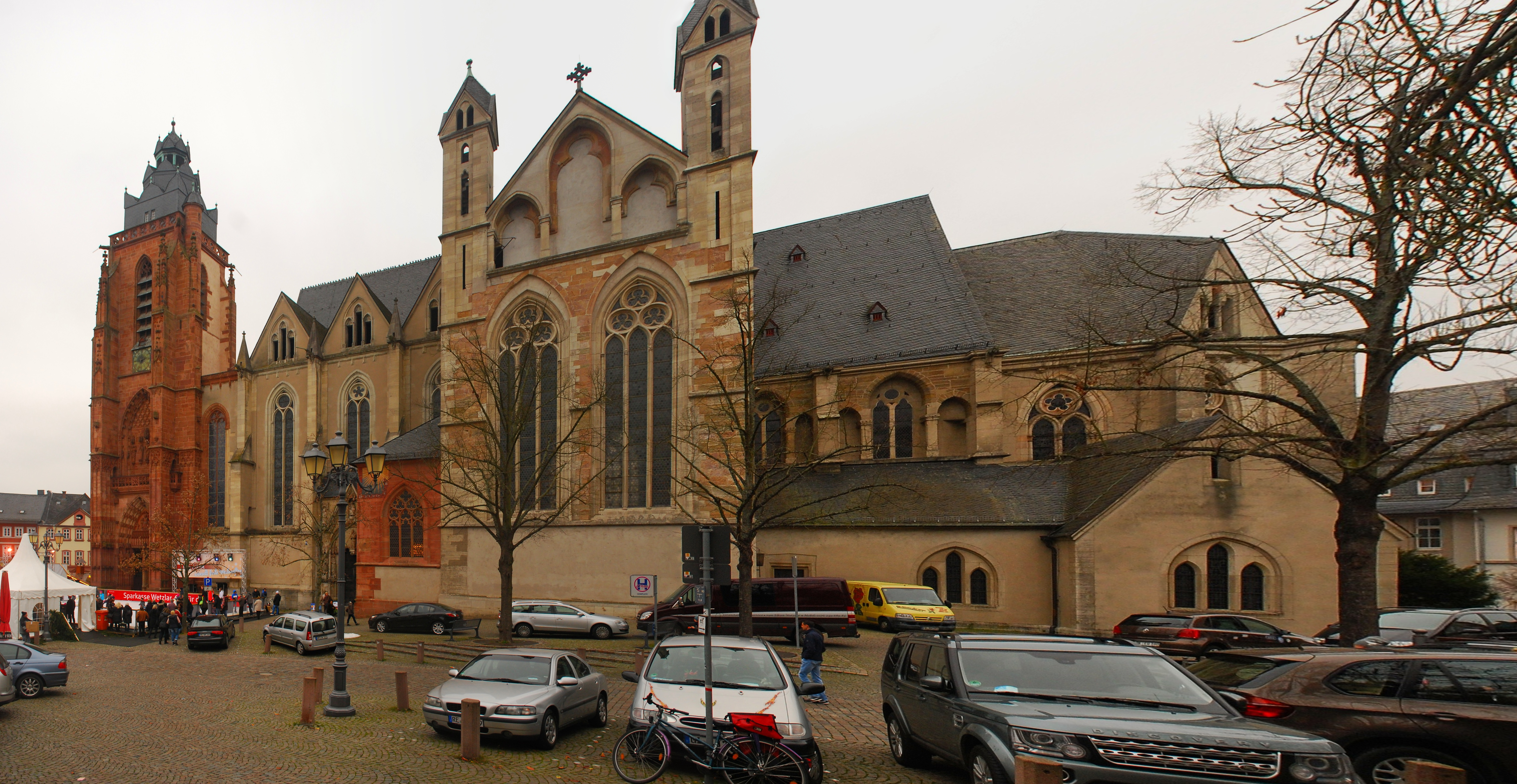
ヴェッツラー聖堂

- 聖堂広場
- ヴァントシュテンダーバウ
- アイゼンマルクトの旧貨幣鋳造所
- パレス・パピウス
- ラーン川の石橋
- 旧市壁跡
- ヴェッツラーのビスマルク塔（旧ガルベンハイム監視所）
- ヘルマンシュタイン城

#### ヴェッツラー聖堂
聖堂（マリエン教会）はヴェッツラーの象徴的建造物の一つである。未だに完成していないこの建物の建設開始は1230年であった。これは、897年に完成したサルヴァトール教会の後継建造物であるが、このサルヴァトール教会自体が先行教会の後継建造物であった。この聖堂は17世紀末からシュティフツ教会あるいはプファル教会と呼ばれていた。帝国最高法院の時代（1689年 - 1806年）には、トリーア大司教（この大司教は同時に神聖ローマ帝国の選帝侯を兼ねた）が聖堂首席司祭を兼ねたため。司教教会とも呼ばれた。
この建物は、「中世建築様式に関する石で造られた教科書」とされている。何世紀にも及ぶ建築機関にもかかわらず、また塔が完成していないにもかかわらず、まとまった姿を見せている。この聖堂の特徴としては、超宗派で利用されていたため、福音主義とカトリックの教会が共存していることにある。

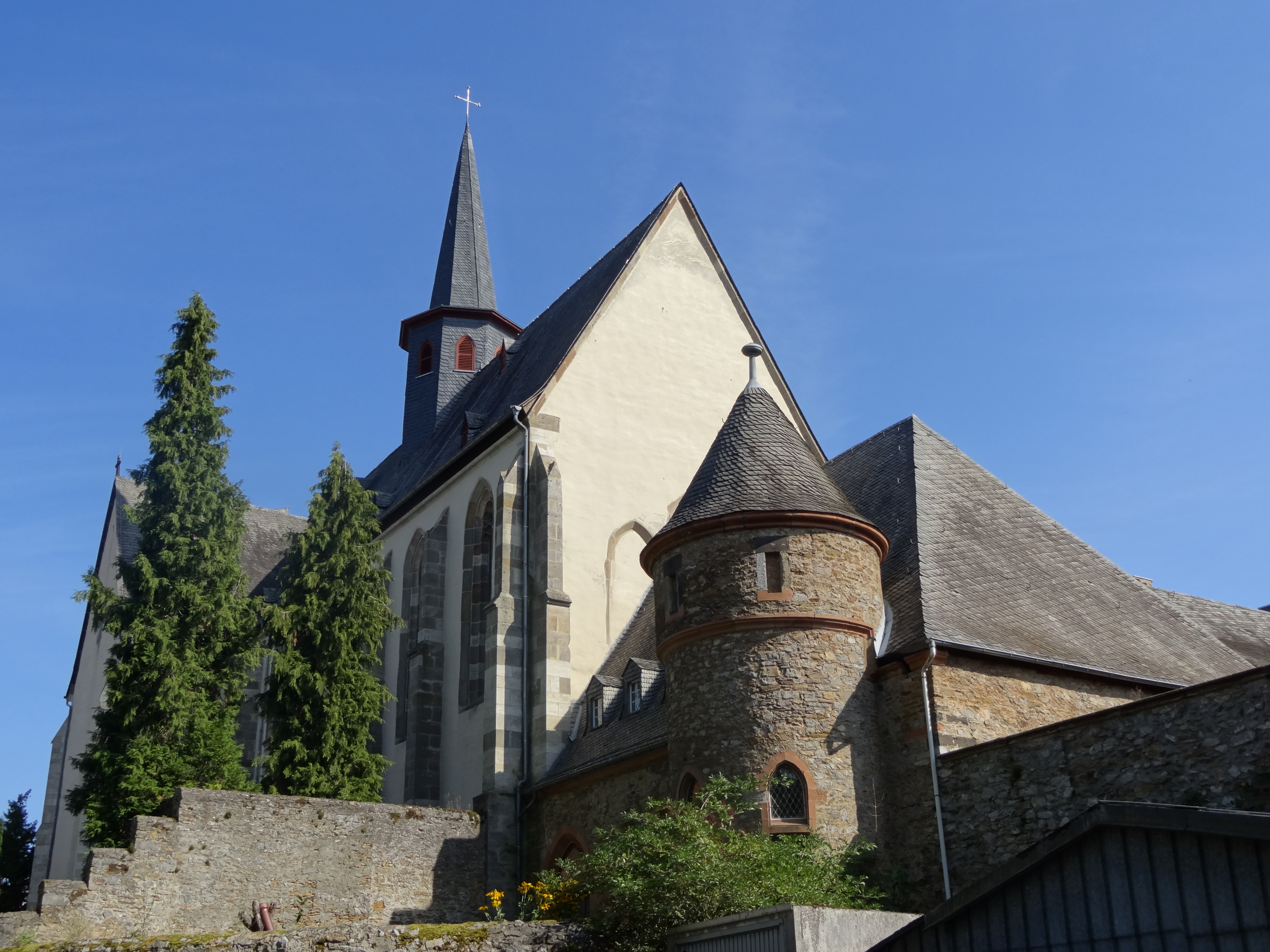
アルテンシュタット修道院

#### その他の宗教建築
ミヒャエルス礼拝堂は、聖堂内陣室の南に位置する二重礼拝堂で、1250年頃に建設された。かつては聖堂の建設小屋として利用され、その後納骨堂となった。西壁沿いに磔刑群像（1509年）がある。
トイトビルク＝バシリカの遺構は、ナウボルン地区近郊にある。トイトビルクの教会は、778年に初めて記録されており、明らかにそれ以前に建設された。この教会の壁跡は1927年に発見された。付属墓地からは遺骨の他に700年から780年頃の陶器の破片や鉄の斧が出土している。
1263年に修道院として創設されたフランツィスカーナ教会は、「ウンテーレ・シュタットキルヒェ」（下の市教会）とも呼ばれる。内陣は現在も礼拝に用いられている。教会の長堂は世俗化された。
アルテンベルク修道院はかつてのプレモンストラート会女子修道院である。1260年から1270年頃に聖エリーザベトの娘、ゲルトルートによって設立されたこの施設は、現在、農場およびケーニヒスベルク慈善奉仕団の母の家として利用されている。
施療教会は1755年から1764年に J. L. シュプリットドルフによって建設された教会で、講壇、祭壇上のオルガン、2階の3面バルコニー席といった見応えある調度を有している。施療教会の最初の記録は、これに付属する礼拝堂が13世紀半ばに建設されたという記述である。

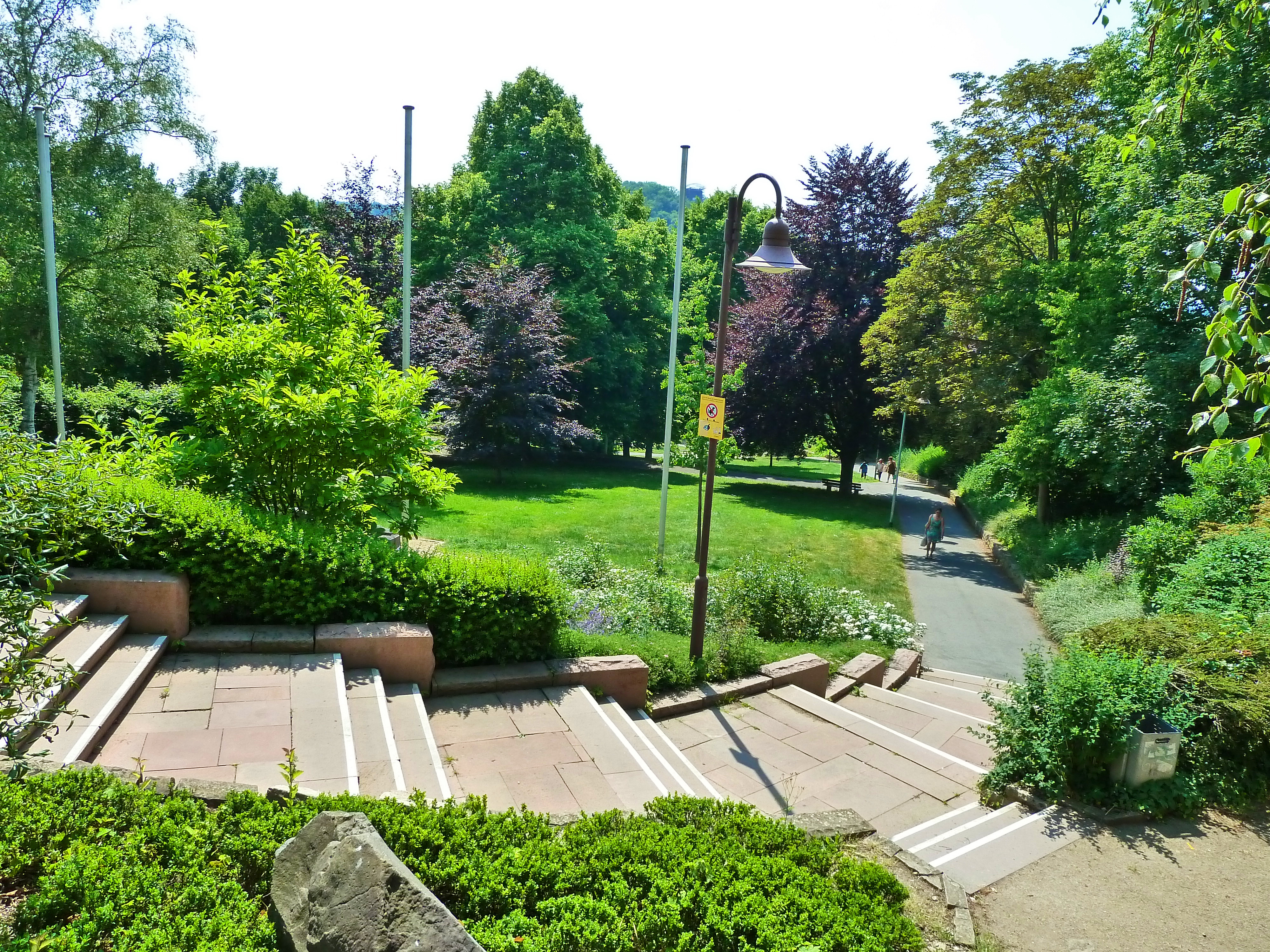
アヴィニョン公園

- ミヒャエルス礼拝堂
- ウンテーレ・シュタットキルヒェ
- 施療教会

#### 公園
旧市街は、ほぼ完全に環状に連なる公園で取り囲まれている。これらの公園はヴェッツラーの姉妹都市にちなんだ名称を冠している。南がアヴィニョン公園とシュラートミング公園、西がコルチェスター公園、東がシエーナ公園、このリングの北側は歴史的墓地であるローゼンゲルトヒェン（直訳すると「バラの小庭園」）によって閉じられている。ここにはゲーテのウェルテルのモデルとなったカール・ヴィルヘルム・イェルーザレムの墓もあるが、どれがその墓であるが確定されていない。ローゼンゲルトヒェンにはヴェッツラー野外劇場がある。
この他の周辺市区に存在する大きな公園としては、ノイケルン公園、イルメナウ公園、オイローパバーデの所在地であるオイローパパルクがある。

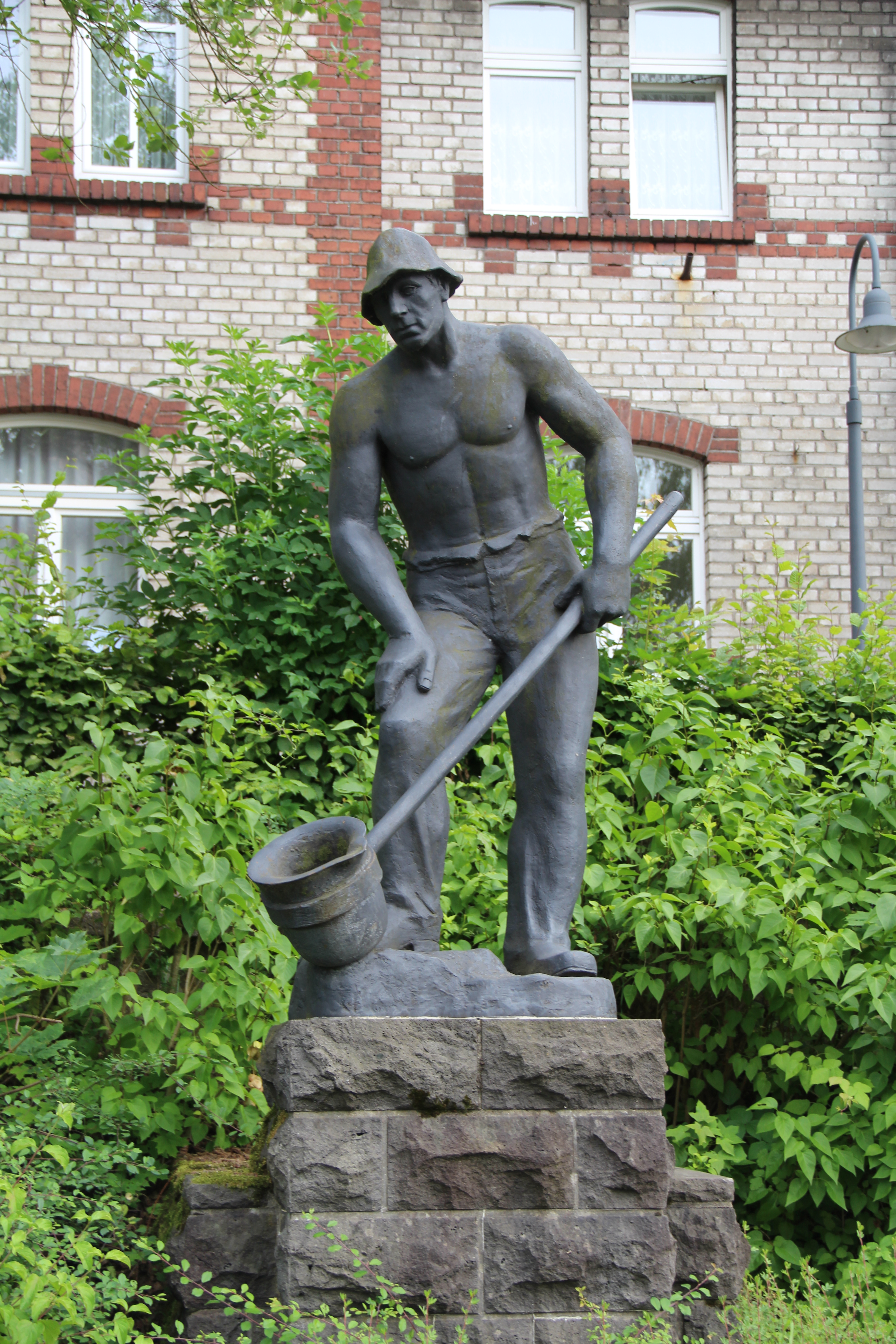
ブデラス本社前の「鋳物師」

#### 記念碑、芸術作品、泉
ダルハイムのラーン大理石で創られた三段オベリスクは、1796年にオーストリアのカール大公がジュールダン将軍率いるサンブル・エ・ムーズ軍を破ったヴェッツラーの戦いを記念したものである。皇帝フリードリヒ2世の偽物ティーレ・コルプの記念碑は2つある。古いものはフリーデン通り近くの市の森、新しいものはシュピルブルクに炎の玉座として建立された。ラーン川の中州であるコルチェスター公園は精巧な風景庭園の様式で造られており、たとえば石の迷路などがある。フランクフルター通りにはウクライナ人記念碑がある。これは第一次世界大戦時に殺害された収容者を追悼したものである。ハウザートーア通りに1877年に建立されたイェーガー記念碑はライン狙撃兵大隊を記念したものである。現在は公園となっている旧墓地のローゼンゲルトヒェンには、古い墓石の一群が遺されている。中でも最も有名な人物は、アルビーニ男爵夫人のものである。
この街の工業史と関連した記念碑がいくつかある。「鋳造師」はブデラス本社前のブデラス工芸鋳物像である。この他の近代的鋳物像としては、カール＝ケルナー＝リング（エルンスト＝ライツ通りの角）のルートヴィヒ・レンツの家族像がある。かつての鉱山マラペルトゥス坑には古い巻き上げ機が遺されている。これは、ラーン＝ディル地方でかつて鉱石採掘に用いられ、現存する巻き上げ機 2基のうちの1つである。
旧市街地区にはいくつかの泉がある。コルンマルクト（穀物市場）にある「コルンマルクトブルンネン」（穀物市場の泉）は1341年に記録されている。「アイゼンマルクトブルンネン」（鉄市場の泉）には聖バルバラ像が飾られている。フィロゾーフェンヴェーク沿い、ヴェルバッヒャー門の向かいに「ゲーテの泉」がある。

### イベント

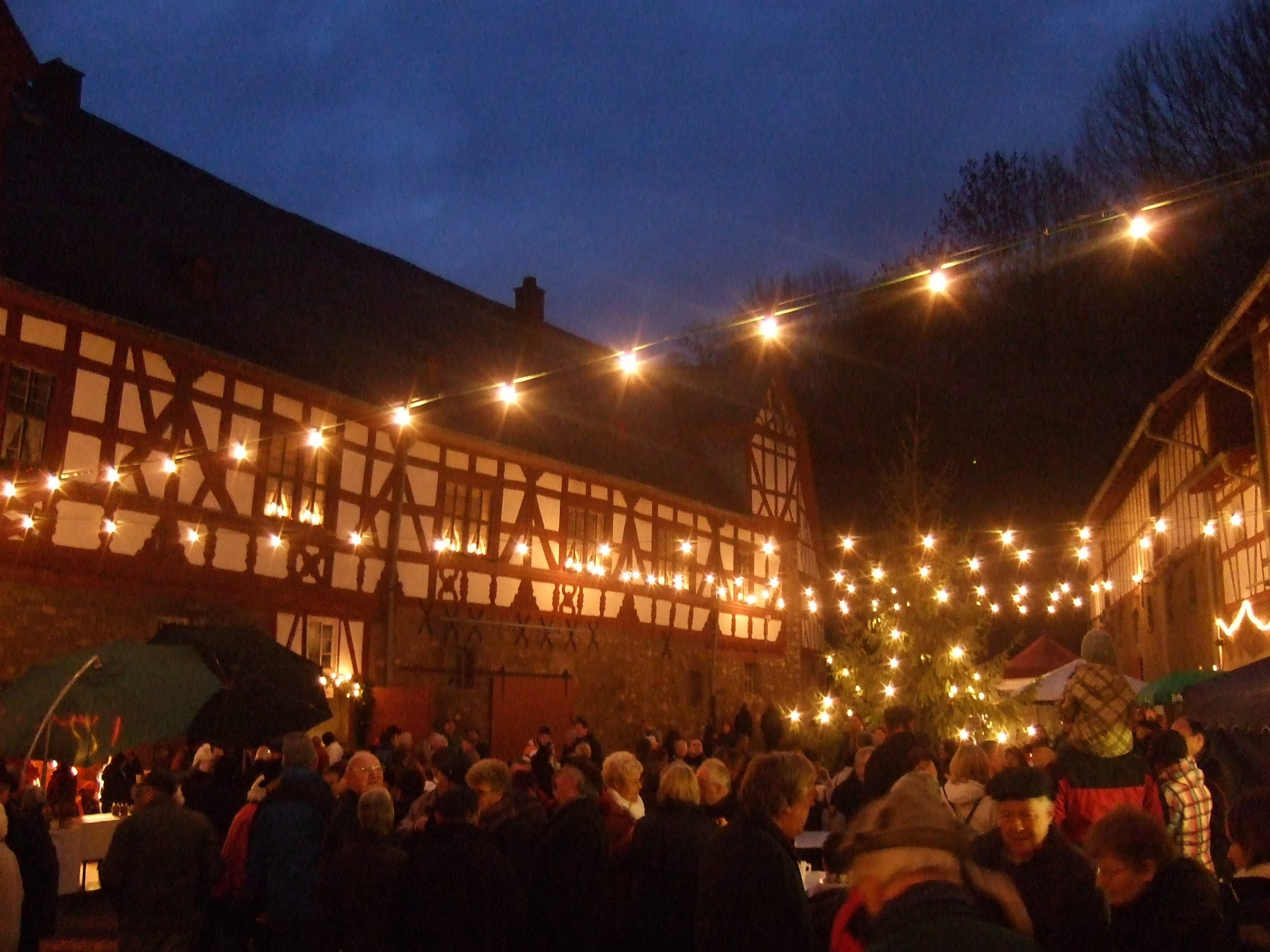
ホーフグート・ヘルマンシュタイン

#### 演劇とコンサート
ヴェッツラーでは、演劇やコンサートの上演が多彩である。地域を超えて有名なのが、この地域最大の多目的ホール リッタール・アレーナ・ヴェッツラー（客席数約6,000）での文化・音楽イベントである。これと同じく重要なのが毎年6月、7月、8月に開催される「ヴェッツラー祝祭演劇」で、オペラ、オペレッタ、ミュージカル、演劇、コンサート、演芸が上演される。このイベントはおもにローゼンゲルトヒェン、ロッテホーフ、ホーフグート・ヘルマンシュタインで開催される。
このほかに、ヴェッツラー市立ホールが文化、会議、交流センターとして利用されている。ここには劇団「ノイエ・ケラーテアター・ヴェッツラー」が本部を構えている。この劇団はコメディー、演劇、ミュージカルを上演している。この他の文化的ハイライトとしては、「ヴェッツラー国際ギターの日」と「ローゼンゲルトヒェンのサマー＝マチネー」が挙げられる。6月半ばの「ヴェッツラーの文化の日」は、3日間の夏の音楽祭であり、ラーン川の中州や内市街で、音楽、民謡、演劇、演芸が上演される。「テアターリング・ヴェッツラー」は冬の半年間、毎月、夕方公演が開催される。「リーゼンのハルレキン」では、ヴェッツラー・ベーゼンカンマー劇団やメーレンベルガー音楽劇団が公演を行っている。「クルトゥールリング・ナッハ・ファイアーアーベント」（直訳すると「前夜祭後の文化リング」）はギーセン市立劇場の劇場公演の観客を集めて、キャバレー上演を行っている。この他に、定期的な演劇やコンサート（ロック、ポップ、ジャズ、キャバレー、朗読会、パーティーなど）がフランツィス文化センターやシラー広場のカフェ・ヴィニールで開催される。

#### 祭とイベント
伝統的なガルス市場は1318年から開催されている。ルートヴィヒ4世が聖ガルスの日に市場を開催する権利を市に与えたことから、毎年10月16日に歳の市が開かれる。現在は特に、歩行者専用区域で様々なパフォーマンスが行われる買い物のできる日曜日が設けられている。
数多くのカーニバルクラブが、謝肉祭の夜にイベントや舞踏会で気分を盛り上げる。100を超える山車が参加し、数 km の長さに及んで街を練り歩く大規模なカーニバルのパレードが、多くの市民が参加し謝肉祭の日曜日に開催される。
オクゼンフェスト（直訳すると「雄牛祭」）はミッテルヘッセン最大の世俗祭で、1852年から3年ごとに祝われる。祭り期間の1週間、祭会場の「フィンスターロー」では、農業ショーや動物ショーが次々に開催される。オクゼンフェストのハイライトはヴェッツラー市内での祝祭パレードである。
この他の定期的に開催されるイベントは、古いラーン橋の周辺で行われる「ブリュッケンフェスト」（橋祭）、旧市街シラー広場での「夏の夜のワインフェスト」、バッハヴァイデとラーン川の中州で開催される「ファミリーエンフェスト」（家族祭）、2006年から毎年2月に人工雪を降らせたフィンスターローで開催される「ガウディー＝オリンピアーデ」がある。地元のディーラーが最新モデルを展示する「アウトザローン」（自動車サロン）では、高額賞金をかけた「ジャーマン・シティー・カート・カップ」がヴェッツラーで開催される。クリスマス前の時期には旧市街や駅周辺でアドヴェントマーケット（クリスマスマーケット）が開かれる。バッハヴァイデでは時々テントでのサーカス公演が行われる。

### 音楽、歌、ダンス
ヴェッツラーは、小演芸やインディーズの分野で強い存在感を放っている。ハルレキン、ブンテ・カッツェ、クライネ・ビューネ、カフェ・ヴィニールといったステージの他に文化センターフランツィスがフリー・ミュージックの本拠となっている。ここでは多彩な芸術活動が推進され、展示されている。聞く機会や見る機会、あるいは積極的に参加する機会を、音楽学校や市民大学の他にも40団体の合唱団、12のオーケストラ（さらに13の教会音楽合唱・管弦楽団）、16の音楽グループ、9つの舞踊グループ、2つのバレエスタジオ、いくつかのダンスクラブやダンス学校が提供している。特に「ブデラス＝ブラスオーケストラ」、「コニー・デルナー」とその「オリジナル・カペレ・エーガーラント」、「オーバークライナー・エクスプレス」、「アルトシュタット＝ムジカンテン」と「エンガーラント＝デュオ」をはじめとする数多くのブラスオーケストラが活動している。

### 映画
1972年の社会批判的なドイツ映画「ダス・ウンハイル」は専らヴェッツラーで撮影されており、聖堂、旧市街、ブデラス工場や当時の連邦軍駐屯地がストーリーに盛り込まれている。

### 博物館、美術館
市立・工業博物館は、市の中世および近世の歴史に関する文物や、地域産業文化（重工業、光学器械、精密機械、鉱業）に関する品物を展示した極めて多彩な博物館である。ここにはドイツ全土でもユニークな古い安全灯のコレクションである「カールステン・ポレツァーク」コレクションが収蔵されている。さらにこの博物館は、この地域の先史時代や古代史について啓蒙し、ケルト時代の証拠についても展示している。

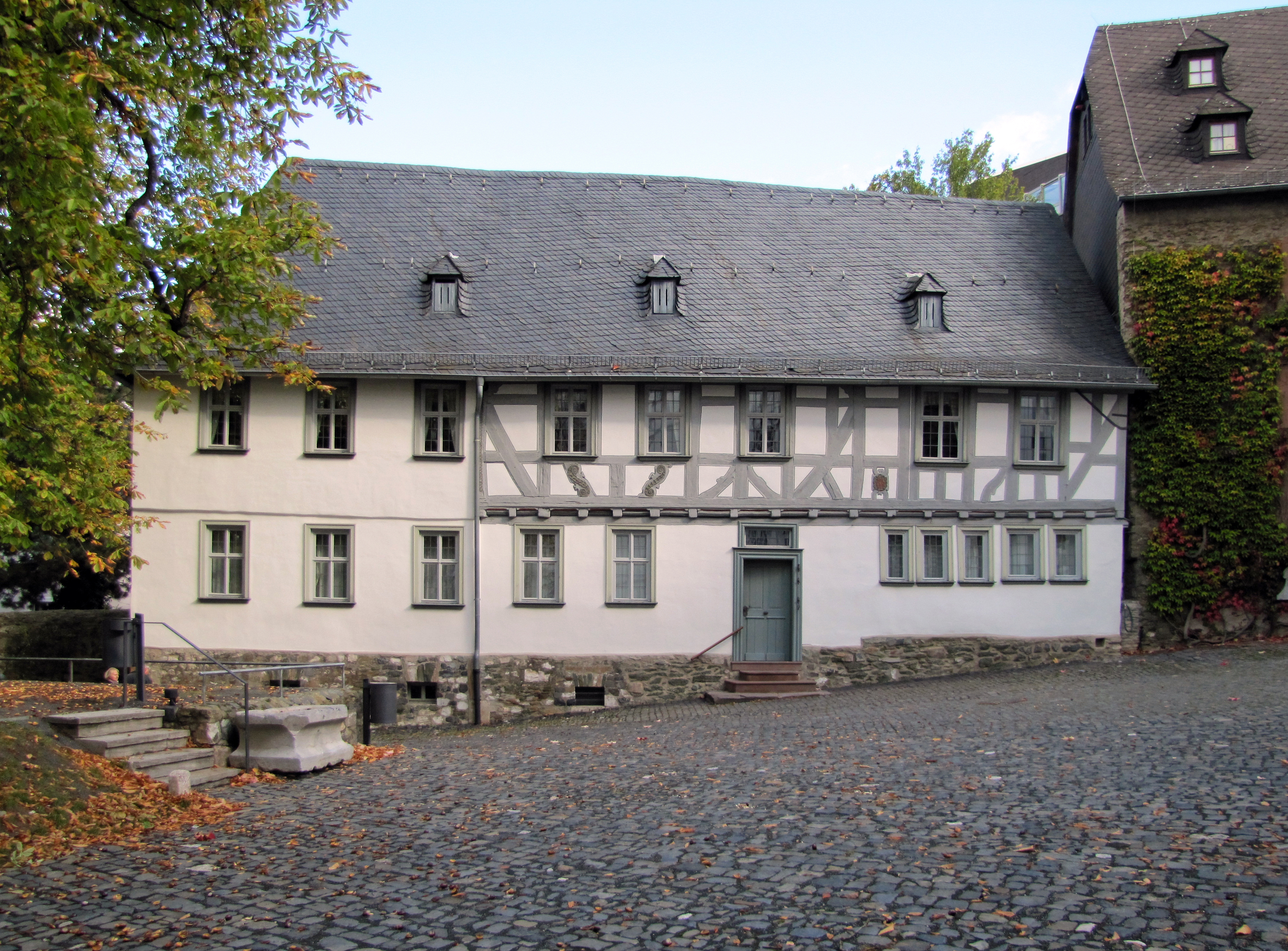
ロッテハウス

2つの博物館がゲーテ周辺の主題に献げられている。ロッテハウスは、ゲーテが客としてしばしば訪れたシャルロッテ・ケストナー（旧姓ブッフ）の想い出の場所である。かつてヴェッツラーのドイツ騎士団の館は、熱心な文化財保護調査の結果、おおむねヨハン・ヴォルフガング・ゲーテが18世紀末に目にした姿で復元された。毎年世界中から何千人ものウェルテル＝ツアーがこれらの建物を訪れる。イェルーザレムハウスはゲーテの小説『若きウェルテルの悩み』に関するもう1つのゆかりの場所である。カール・ヴィルヘルム・イェルーザレムは、かつて、おそらく恋の悩みから、自らの命を絶った。イェルーザレムはウェルテルの実在するモデルの1人であった。この記念館では、ウェルテルに書かれているとおり、「『エミーリア・ガロッティ』が机の上に開かれている」。現在は修復された旧館には、ウェルテル博物館管理部の他に、ゲーテ＝ウェルテル＝コレクションが収蔵されている。
レンマース＝ダンフォルト男爵夫人イルムガルト・コレクションは、ルネサンス期およびバロック期のヨーロッパ居住文化を示すもので、ヴェッツラーの小児科医によって侯爵宮殿「パレス・パピウス」（帝国最高法院の試補であったフランツ・フォン・パーペ、愛称「パピウス」にちなんで命名された）で公開されている。これらはルネサンスおよびバロックの家具史上、世界で最も重要なコレクションの1つである。
帝国最高法院の博物館は、カールスルーエの連邦裁判所にある法制史博物館と並んでユニークな法制史博物館であり、法学者や、ドイツの法制や司法の歴史に興味をもった人々が注目する場所である。この博物館は、帝国最高法院歴史研究協会 e.V.とヴェッツラー市によって運営されている。ここには神聖ローマ帝国の憲法裁判所に関する価値の高い文物が展示されている。さらにここは、マックス＝プランク欧州法制史研究所の研究機関でもある。
多くの博物館が光学分野の展示を行っている。他に類のない学習路である光学学習路（オプティークパルクール）は、ヴェッツラーの光学に関する専門知識を強化する目的で設けられた。これは、市民、大学、学校、ヴェッツラー市のマーケティング部門、商工会、企業70社による共同プロジェクトである。2008年5月にまずショッピングセンター・フォーラムから旧市街内まで8つのインスタレーションが公開された。合計20の様々な主要インスタレーションが計画されており、2009年に完成した。また、2008年11月に「ドゥンケルカウフハウス」（直訳すると「暗い店」）がこの学習路に加わった。さらに、光学と精密機械の館「ヴィゼウム」は、ヴェッツラーおよびミッテルヘッセンの光学、センサー、精密機械分野の企業14社の近代的なハイテク製品を後期バロック様式の建物内で展示している。そのモットーは「Sehen verstehen!」（「見て理解せよ！」または「見ることを理解せよ！」）である。展示品は、我々の目の多彩な機能は、光学・光学電子システムと同じように、光の性質を技術的に利用することでより良くなるということを示している。この分野の他の博物館としては、新市役所内のエルンスト・レンツの歴史的顕微鏡コレクションがある。
ヴェッツラーのレンツ＝ハウス・フリートヴァルトはドイツのユニークなユーゲントシュティール＝アンサンブルである。新しい財団が、伝説の「ライカ」を世界にもたらした企業家ライツ家のかつての住居を文化財として保存している。この他の小さな個人博物館には、シュピルブルクの真鍮博物館、ヴェッツラーのおもちゃと人形の博物館、農業博物館がある。ニーダーギルメスのエリーザベテン通りにある新しい連邦軍博物館では175年間のヴェッツラーの軍事史が紹介されている。また、いくつかの市区に郷土博物館や村の資料室がある。ヴェッツラー近郊のオーバービールには坑道軌道博物館を併設した観光鉱山フォルトゥナ坑がある。ここにはラーン＝ディル郡の数多くの旧鉄鉱石坑道の資料がある。
ライカ＝ヴェルトは、様々な用途に用いられているが、ライカのカメラ、技術、歴史に関する博物館でもある。

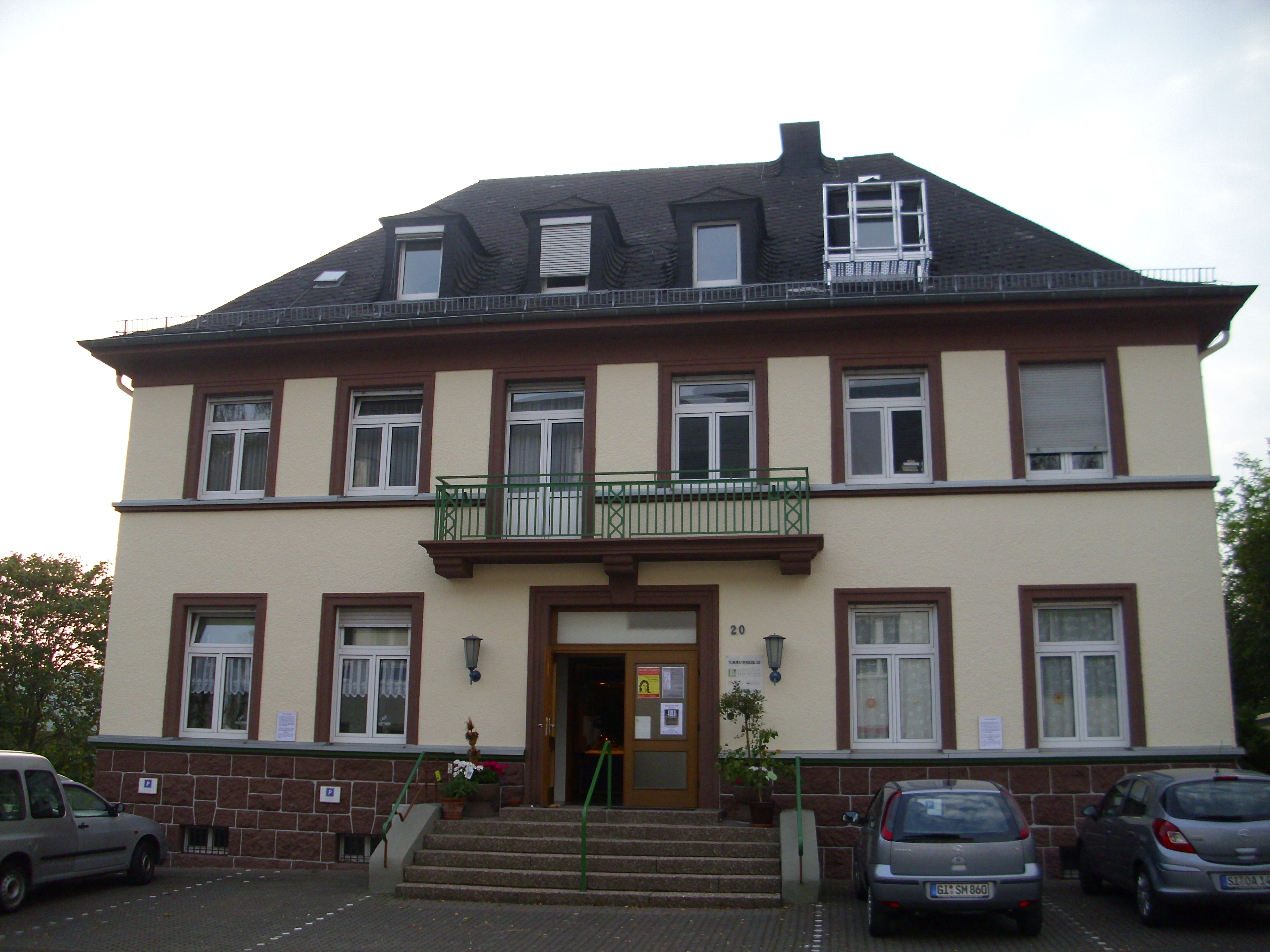
ファンタスティーシェ図書館

#### 図書館と文書館
1962年に、ヴェッツラーに「東部ドイツの歌曲のための援助協力関係」に伴って、旧ドイツ東部領土の歌曲に関する学術的資料館・図書館が創設された。
1989年に開館したヴェッツラー・ファンタスティーシェ図書館は、世界最大の一般公開されたファンタジー文学のコレクションである。ここには約15万タイトルのファンタジー文学（SF、ファンタジー、古典的幻想文学、ホラー、ユートピア、紀行・冒険文学、メルヒェン、伝説/神話）の書物が収蔵されている。
市立図書館はおよそ45,000点のメディアを所蔵している。付属の美術工芸品貸し出しセンターからは、絵画200点（主に地元の芸術家によるオリジナル作品）や彫刻が貸し出されている。市の歴史文書館は、大規模な歴史文書コレクション（4400点以上）や帝国都市時代から現代に至るまでの式次第を保管している。

#### ギャラリー
およそ1ダースのギャラリーが市内に点在している。ギャラリー・アム・ドームでは、特にヤーノシュ、ギュンター・グラス、アーミン・ミューラー＝スタール、ジェイムス・リッツィ、ニキ・ド・サン・ファル、フリーデンスライヒ・フンデルトヴァッサー、ウード・リンデンベルクといった有名作家の作品を常時扱っている。この他には、「ギャラリー・イム・シュタットハウス・アム・ドーム」、ギャラリー「アートハウス・ゲンツェル」、ルートヴィヒ・ライツの芸術作品を扱う「アトリエ・ルートヴィヒ・ライツ」、「ギャラリー・イム・アルテン・ラートハウス」、「ギャラリー・イム・ノイエン・ラートハウス」、グラフィック作品やイラストレーションを扱う「ギャラリー・アッツバッハ」、「ギャラリー・クンスト+ アム・コルンマルクト」がある。最後に挙げた「クンスト+」は、ベルリン彫刻派の鋳造作品や彫刻を中心とした現在の若い芸術家に重点を置いている。
「病院の芸術家」というタイトルの下、クリーニクム・ヴェッツラーの泌尿器科ステーションでは定期的に入れ替えの写真展示を行っている。「アトリエ・レーヴェンヘルツ芸術プロジェクト」は精神障害または身体障害を負った成人や非障害者に指導の下で芸術に従事する機会を設けている。「エルステン・マールシューレ・ヴェッツラー」（「最初の絵画学校」）では、6歳からの子供たちに創作する喜びを感じさせている。同時に、成人、初心者、上級者向けの絵画コースも開催している。クラブ「フォルム・ウント・ファルベ」（「形と色」、1991年設立）は、目標、考え、経験を交換し合う緩やかなサークルであり、小グループで一緒に制作したり、定期的に展覧会を催したりしている。

### 文化賞
ヴェッツラー市は1983年から毎年、ドイツ語で書かれたファンタジー分野のオリジナル公開作品に対して賞金4000ユーロ付きのヴェッツラー市ファンタスティーク賞を授与している。また、市は2006年からシャルロッテ・ブフにちなんで命名された文化賞としてロッテ・メダル（賞金なし）を贈っている。

### 名物料理、食材
「ドゥルゲス」（またはリュールドゥルゲス）は、摺り下ろして脱水した生のジャガイモ、タマネギ、ベーコン、塩、スパイスを鋳鉄製の深鍋で（常に軽くかき混ぜながら）炒めたものである。これに薄くスライスしたブラウンパンおよび/またはリンゴのソースとともに食する。これには、ジャガイモの生地にミートボールを加えるといったヴァリエーションがある。
「シュミールヒェルスクーヒェ」は、タマネギをトッピングしたジャガイモの焼き菓子に甘いマーマレード、クリームなどを塗ったものである。
ヴェッツラーのワインは現在では生産されていない。ラーン川の堤でのブドウ栽培は、シトー会のエーバーバッハ修道院（ラインガウ）の影響下で14世紀までにライン＝マイン地方にもたらされた。10世紀から11世紀に段丘でのブドウ栽培が行われるようになったことで、極めて狭いラーンタール下流域でもワインの製造が可能になった。ラーン川沿いのブドウ栽培が初めて文献に登場するのは12世紀のナッサウ（1159年）に関する記述からである。そのほかのブドウ山に関する記述は、アルンシュタイン修道院（1200年頃）、ヴェッツラー（1242年）、ラウレンブルク（1275年）などがある。ヴェッツラーおよびその周辺の多くの丘陵や通りの名前がかつてのブドウ山を現在に伝えている。ラーンタールは何世紀もの間、優れた赤ワインで知られていた。19世紀末から20世紀初めに天候の影響によって霜害、ブドウの病気、害虫が発生し、これによりブドウの栽培面積が減少し、ワイン製造が衰退した。ラーンワインは、現在では固有の生産地域ではなく、ミッテルライン地域に属している。現在ここでワインを生産している村落は、ゲルバッハタールのオーベルンホーフとヴァインエールの2つだけである。

### スポーツとレジャー
ヴェッツラーは数多くのトップアスリートやスポーツクラブとともに報道される。ヴェッツラーの観光業は近年かなり拡大している。

#### スポーツ

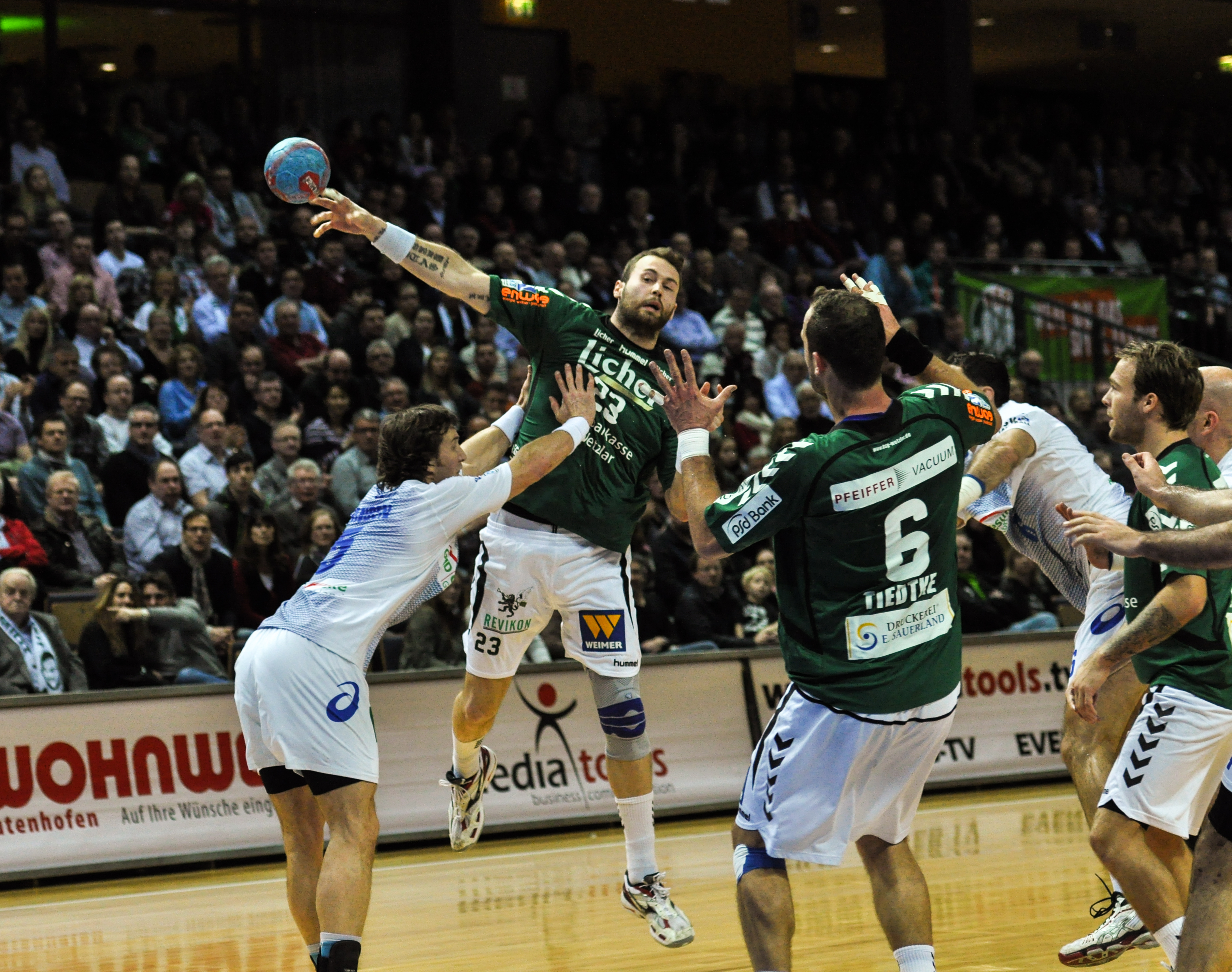
HSG ヴェッツラーでプレイするシュテッフェン・フェート

ヴェッツラーのクラブのいくつかはブンデスリーガに参加している。そのなかでも「HSG ヴェッツラー」（男子ハンドボール・ブンデスリーガ）、「RSV ラーン＝ディル」（男子車椅子バスケットボール・ブンデスリーガ）は特筆に値する。RSVは、2010年ワールドカップ優勝、2006年ワールドカップ準優勝、ドイツ選手権優勝 13回、カップ戦優勝 13回（このうち11回は選手権・カップ戦のダブル優勝）、ヨーロッパカップ（チャンピオンリーグ）優勝 6回という戦績を有し、世界最強クラブの1つに数えられている。2016年のハンドボール・ヨーロッパ選手権大会では、HSG ヴェッツラーからシュテッフェン・フェート、ヤニク・コールバッハー、優れたキーパーのアンドレアス・ヴォルフの3選手がドイツ代表に選ばれた。
体操の分野では、「KTV ヴェッツラー」（体操ブンデスリーガ）と「TSG ニーダーギルメス」が共同で、DTB体操学校を含む体操競技センターを形成している。さらに本市は、鉄棒のヨーロッパ選手権優勝、世界選手権優勝、オリンピック優勝選手のファビアン・ハンビューヘンなど体操のトップ選手で知られている。KTV ヴェッツラーのガブリエーレ・ヴェラーは体操競技ドイツ選手権での優勝 4回、FICEPヨーロッパ選手権での優勝 2回、世界選手権に3回出場、1992年にはオリンピックにも出場した。
ボート競技では、「RG ヴェッツラー 1880」がオリンピック、世界選手権、ヨーロッパ選手権、ドイツ選手権での優勝者を数人輩出している。たとえば世界選手権優勝者で1968年オリンピック優勝者のイェルク・ジーベルト、1972年オリンピック優勝者ハンス＝ヨハン・フェルバー、世界選手権で4回優勝したマライケ・アダムスなどである。
ダンス競技でも、たとえば、「シュヴァルツ＝ロート＝クラブ」のウルズラ・ブロイアーとカール・ブロイアーおよびエレン・ヨナスとフォルカー・シュミットといったダンスペアが世界選手権、ヨーロッパ選手権、ドイツ選手権で活躍し、ヨハンナ＝エリーザベトとアドリアン・クリザンは2013年11月18日にボンで開催された世界プロフェッショナル・スタンダードダンス選手権大会で銀メダルを獲得した。
バトントワリング、バイクポロ、アイス・ストック・スポーツ、スカート の分野でもヴェッツラーの選手は全国的に有名である。かつてのオートバイレースドライバーのクラウス・エンダースはサイドカー世界選手権で、1967年から1974年までBMWのパイロットとして、サブドライバーのラルフ・エンゲルハルトとともにマシンで6回優勝した。
サッカーの「アイントラハト・ヴェッツラー」はオーバーリーガ・ヘッセンで長年プレイしていた。アイントラハト・ヴェッツラー女子は2011年からレギオナルリーガ南部に参加し、2015年からは 「FSV ヘッセン・ヴェッツラー」としてブンデスリーガ2部に参加している。さらにシュターディオン・ヴェッツラーは、2016/2017年シーズンに男子レギオナルリーガ参加クラブの「トイトニア・ヴァッツエンボルン＝シュタインベルク」のホームゲームで使用された。
本市で最も会員数が多く、ヘッセン最大級のスポーツクラブに数えられるのが 「TV ヴェッツラー」である。バレーボール（女子）、バドミントン（男子）が最も成功した部門で、長年ブンデスリーガでプレイした経験を持つ。本市には、82のスポーツクラブに 22,000人の会員があり、このうち7,300人がジュニア会員で、あらゆるスポーツ種目が用意されている。ZDF による100年間で最も優れたスポーツ選手100人にはヴェッツラー出身者が2人選出されている。
チーム「デスティネーション・ヴェッツラー」は2013年にペイントボール・ブンデスリーガ1部に昇格した。
ヴェッツラーは、全国大会や世界大会レベルのスポーツイベント開催地に何度も選ばれている。たとえば2007年世界男子ハンドボール選手権、2007年車椅子バスケットボールヨーロッパ選手権大会、2010年アメリカンフットボール・ヨーロッパ選手権が開催された。またダンス競技では世界選手権、ヨーロッパ選手権、ドイツ選手権大会が何度も開催されており、2005年世界選手権スタンダード部門シニアの部や2010年世界選手権スタンダード部門アマチュアの部（トップクラス）がリッタール・アレーナで開催された。毎年開催される国際参加競技には、たとえば2005年から開催されているヴェッツラー・マラソンや、2006年から開催され男子プロテニス協会による世界ランキングリストの評価対象となっているヴェッツラー・オープンがある。

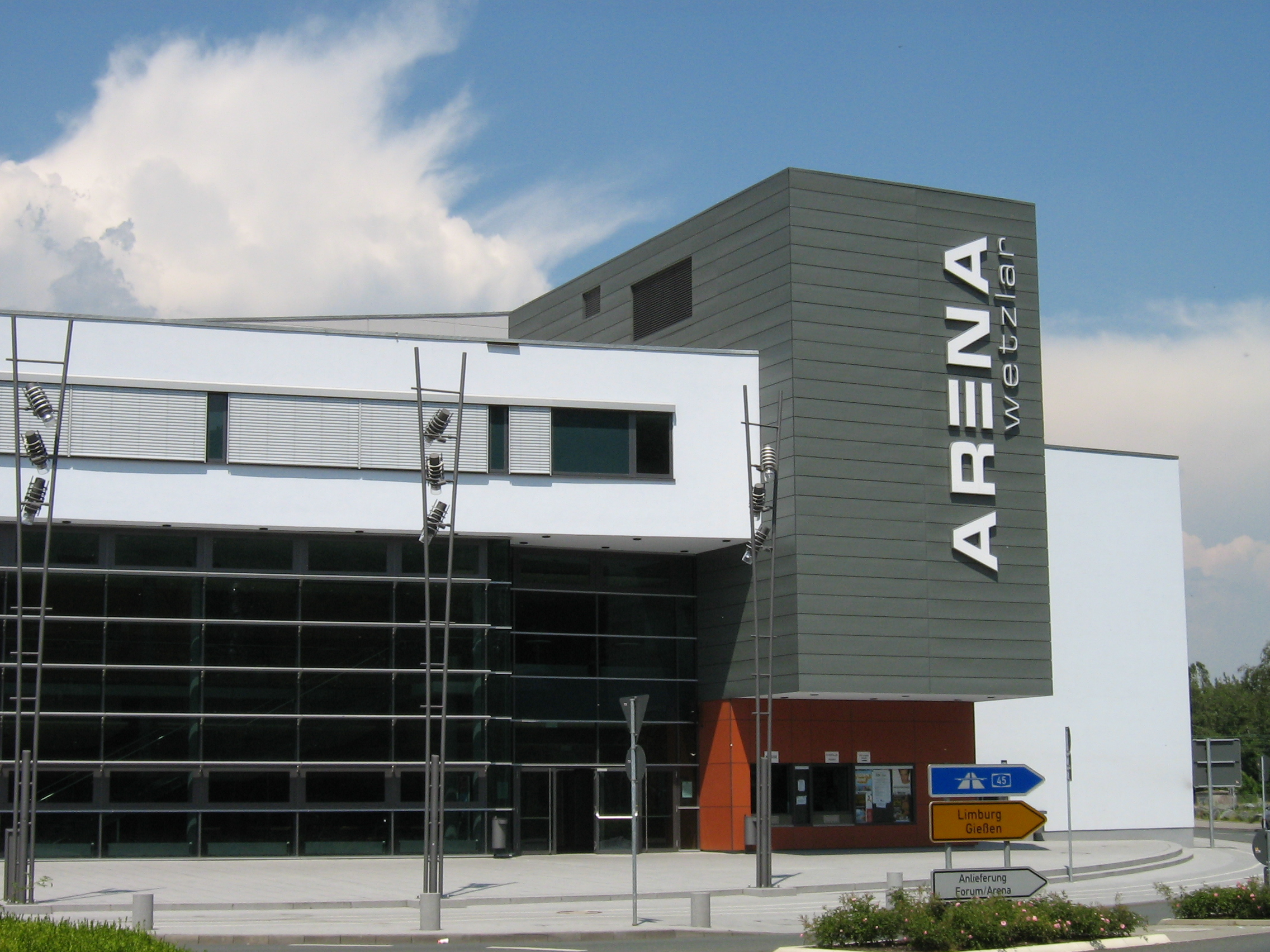
リッタール・アレーナ・ヴェッツラー

本市には評価の高い競技場がある。2つのスタンドを有するシュターディオン・ヴェッツラーは 8,000人以上の観客を収容できる。2005年にオープンしたリッタール・アレーナは最大 6,000席で、ドイツの最も近代的なスポーツアリーナの1つであり、オープン以降数多くの国際スポーツイベントの開催地となっている。オイローパバートは、1973年のオープン以降、50 m プールとスタンドを有する試合用プールとして利用されている。
2009年1月から、シュピルブルク＝ゲレンデにある TV ヴェッツラーのスポーツパーク内に、「ドイツ・アルペンフェライン e.V.」のキューブ＝登攀センターが設けられた。高さ13 m 以上、壁面積約 2,300 m2 に練習用区画とボルダリング区画が用意されている。この難易度 (UIAA) 3-10 の人工登攀施設は誰でも有料で利用することができる。2009年10月31日には、ここでヘッセン選手権大会が開催された。市の南端、フィンスターローの麓の市の森に、高所にロープを張り巡らせたアスレチックコース「アーベントヴァーパルクール」（直訳すると「冒険障害コース」）が設けられている。

### 観光業
観光業は、ヴェッツラーでかなり大きな重要性を占め、さらに重要性を増している。2015年、ヴェッツラーには延べ22万泊の宿泊客があり、このうち約 17 % が国外からの客であった。ヴェッツラーの数値はマールブルクに次ぎ、ギーセンを上回る、ミッテルヘッセン第2位の宿泊数であった。2011年に約370万人の観光客がヴェッツラーを訪れた。観光客数と宿泊数は、過去10年間で約 25 % 増加した。ヴェッツラーには、様々な業態の宿が1390床以上ある。さらに60軒250床の民泊施設がある。1人あたりの滞在期間は、1.9日であった。ホテルのベッド稼働率は年平均約 40 % であった。

#### 観光ルート、遊歩道
本市は以下の観光街道沿いに位置している: ドイツ木組みの家街道、ラーンの休暇街道、ゾルムス街道。オラニエ・ルートもヴェッツラーの市域を通っている。本市はタウヌスクラブおよびヴェスターヴァルト協会の会員であり、ラーンタール観光連盟 e.V. の本部所在地である。
ヴェッツラーとその周辺にはいくつかの遊歩道が通っており、ラーン川両岸のラーンヘーエンヴェークが散策の機会を提供している。2012年秋にディーツの高台を通るラーン遊歩道の残り部分とともに、ヴェッツラーからブラウンフェルスへの別ルート1日行程としてベルクマンスルートが公式に開通した。本市はタウヌスクラブが整備したヤコブの巡礼道の一部で、ラーンエック城やラーンシュタインの施療礼拝堂へ行くラーン＝カミーノの出発点である。フランクフルトからマールブルクへのエリーザベトプファートもヴェッツラーを通っている。2015年8月28日、ゲーテの266回目の誕生日に長さ 7.5 km のゲーテ遊歩道が新たにオープンした。この遊歩道は、ヴェッツラー旧市街の「ロッテハウス」からガルベンハイムのゲーテ広場まで、この詩人が1772年夏にヴェッツラーに滞在していた時に歩いた場所を通っている。この他にヴェッツラー近郊のプレモンスト女子修道会のアルテンベルク修道院への遊歩道がある。この修道院は、テューリンゲン方伯妃エリーザベト（カトリックの聖人、聖エリーザベト）の三女ゲルトルートが育った修道院である。ゲルトルートは父親の死後に誕生した。彼女は12歳の時からアルテンベルク修道院で育ち、21歳で女子修道院長に就任した。ゲルトルートは1348年に教皇クレメンス6世によって列福された。

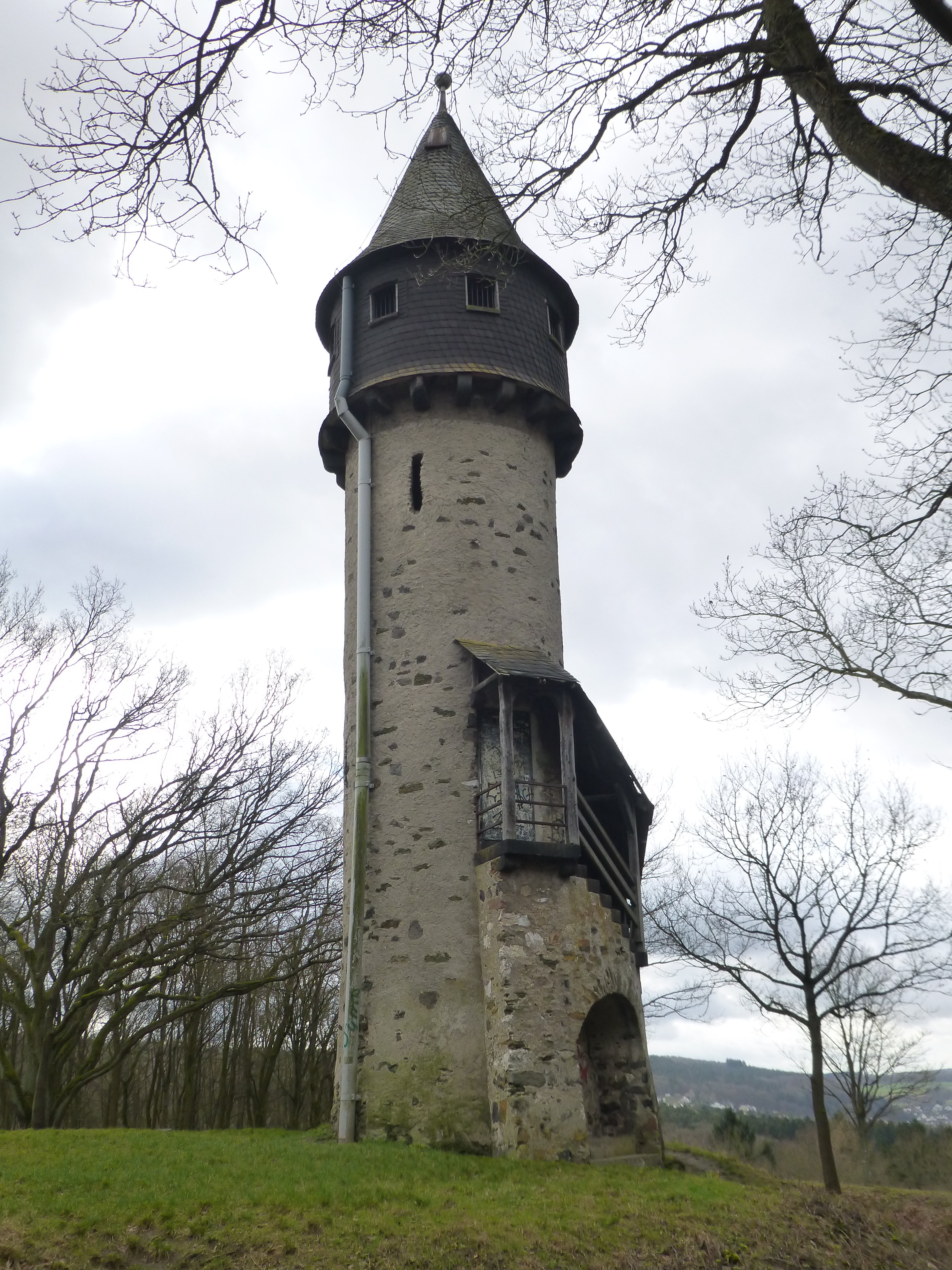
「4つの塔」の1つ、ブリュールスバッハ監視所

ディル遊歩道はハイガーからヴェッツラーに至る。4つの塔の遊歩道は、市内を一巡する遊歩道で、4つの古い塔を結んでいる: ガルベンハイム監視塔（現在はビスマルク塔）、ブリュールスバッハ監視塔（ブライシュティフト）、シュトッペルベルク塔、カルスムント城趾である。この遊歩道のコースは旧市街周辺を巡るもので、全長約 14 km、高低差 264 m である。さらに、ブラントオーベルンドルフからジーベン＝ミューレン＝タールを経てヴェッツラーに至る全長 18 km の遊歩道が市の南周縁部を通っている。
ヴェッツラーを通るラーンタール自転車道は、ドイツ自転車協会のドイツ自転車道トップ10に選ばれている。ラーン川はカヌーやラダーボートによる水上散歩にも適している。市内には、休憩所、トイレ、キャンプ場、売店、宿泊施設やバス停が整備された公式の乗下船場が5か所設けられている。

## 経済と社会資本

### 交通
ヴェッツラー周辺には古代からローマ街道網が巡らされていた。早くも中世から、結節点のヴェッツラーは良好な広域交通網で結ばれていた。特に本市は歴史的に重要な交易路であるホーエ街道に面していた。この街道はアントウェルペンからケルン、帝国都市のヴェッツラーやフリートベルクを通ってフランクフルト・アム・マインに通じていた。この街道はケルン・ヘーエ軍事街道とも呼ばれる。あるいはワイン街道（馬車街道）が、マインツやヘーヒストからウージンゲン、ヴェッツラーを通り、マールブルクの西をかすめてヒルデスハイムへ、さらにはブレーメンやリューベックへ伸びていた。
ヴェッツラーは、アウトバーン A45号線（ザウアーラント線 ドルトムント - アシャッフェンブルク）すなわち欧州道 E41号線沿いにあり、ヴェッツラー・ジャンクション（ヴェッツラー＝ノルト、アスラー、ヴェッツラー＝ブラスバッハへ向かうアウトバーン A480号線）、ヴェッツラー東（市中心部へ向かう連邦道 B49号線）、ヴェッツラー南（南部の市区ミュンヒホルツハウゼン、ドゥーテンホーフェン、ブランケンフェルト）の3つのインターチェンジがある。
アウトバーン A480号線すなわち欧州道 E40号線は本来、トリーア近郊のルクセンブルク国境からヴェスターヴァルトを通ってハッテンバッハ・ジャンクションに通じる路線である。この路線は A48号線として計画された。しかし資金の問題から完全に建設されていない。通行するには連邦道 B49号線を通ることになる。現在この道路は A480号線と呼ばれており、ヴェッツラー北/アスラー・インターチェンジからヴェッツラー・ジャンクションまで、さらにヴェッツラー＝ブラスバッハ方面への仮出口までを結んでいるだけである。ギーセンの数 km 北東に別の開通部分があり、ホイヒェルハイム北からアウトバーン A5号線とのライスキルヒェン・ジャンクションまで通っている。ここからハッテンバッハ・ジャンクションまでの区間は引き続きA5号線である。
以下の連邦道が市内を通っている。 B49号線（トリーア - アルスフェルト）すなわちE44号線が東西に通っている。また、アスラーとダルハイム交差点をB277号線が結んでいる。ヴェッツラーとリムブルクとの間のB49号線は4車線拡幅工事が始まっている。B49号線はかつて、内市街とドゥーテンホーフェン市区およびシュタインドルフ市区とを東西に結んでいた。B277号線はアスラーから北から南方向に内市街を通り、レヒテンバッハを抜けてブッツバッハに至っていた。現在の B49号線は、1985年までは B429号線と呼ばれていた。この連邦道は、ヴェッツラー市内を通る部分について州道（L3451号線）に格下げされた。
1970年代の市町村再編以降ヴェッツラー市の自動車ナンバープレート略号は特殊なケースとなっている。1956年から1976年12月31日までヴェッツラー市を郡庁所在地とするヴェッツラー郡は略号 WZ を使用していた。1977年1月1日にラーン市創設に伴って略号 L のナンバープレートとなったが、1990年11月1日のドイツ再同一により、LDKに置き換えられた。WZの略号は2012年7月1日に再び採用された。

#### 鉄道

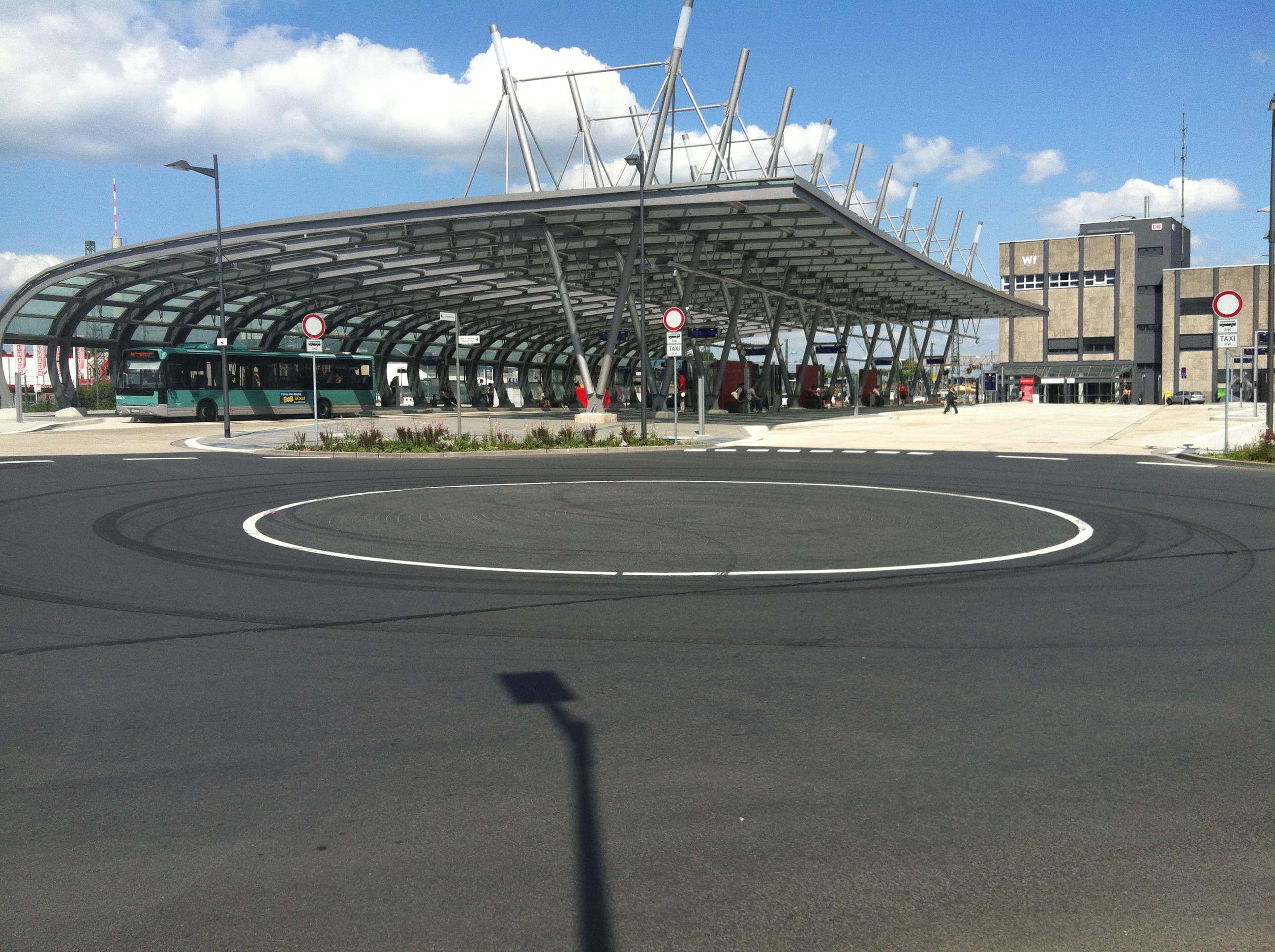
ヴェッツラー駅（奥）とそのバスターミナル（手前）

ヴェッツラーはジーゲン - ギーセン間のディル線およびコブレンツ - ヴェッツラー間のラーンタール鉄道沿いに位置している。両路線はヴェッツラー駅で接続しており、主にレギオナルバーンやレギオナルエクスプレスが運行している。現在ヴェッツラーから直接行くことができる大きな都市としては、フランクフルト・アム・マイン、フルダ、コブレンツ、リムブルク・アン・デア・ラーン、ギーセン、フリートベルク (ヘッセン)、マールブルク、ジーゲンがある。ヴェッツラーには2009年から毎日国際列車ユーロシティーが発着していたが、2011年/2012年の時刻表改正により廃止された。この列車はジーゲンからフランクフルト、シュトゥットガルト、ミュンヘンを経てクラーゲンフルト・アム・ヴェルターゼーまで、さらにはリュブリャナやザグレブまで運行する列車もあった。2002年までヴェッツラーは、ノルトダイヒ・モーレまでを行き来するインターレギオの停車駅であった。2003年には短い期間であったが、ケルンとベルリンとを結ぶコネックスの列車も停車した。
ジーゲンとフランクフルト・アム・マインとのレギオナルエクスプレス（マイン＝ジーゲン＝エクスプレス）はヘッセン州営鉄道 GmbH (HLB) によって運営されている。この路線は、1時間ごとにジーゲンとギーセンとの間、2時間ごとにフランクフルトまで運行している。早朝のジーゲン発フランクフルト・アム・マイン行きは、通勤快速列車（RE-スプリンター）と呼ばれており、ヴェッツラーとフランクフルトとの間をギーセンに停車することなく 54分で結んでいる。夕方の通勤用シュペットツークはフランクフルト中央駅から、フランクフルト西駅とバート・ナウハイムにだけ停車してヴェッツラーまで50分で到着する。
HLBは2011年12月からラーンタール鉄道も運営しており、リムブルク - ヴァイルブルク - ヴェッツラー - ギーセン間の列車を運行している。この列車はギーセン駅で一時停車した後、さらにアルスフェルトやフルダ方面に出発する。ドイツ鉄道 (DB) は2本だけ運行している: RE25 コブレンツ - リムブルク - ヴェッツラー - ギーセン（ラーンタール＝エクスプレス）と RE40 ディレンブルク - ヴェッツラー - ギーセン - フリートベルク - フランクフルト（ミッテルヘッセン＝エクスプレス）である。この列車は2時間ごとに運行しており、ディレンブルクとフリートベルクとの間ではすべての途中駅に停車する。
中核市区のヴェッツラー駅の他に、ドゥーテンホーフェン市区にも駅がある。グラーベンハイムにあった駅は、カノーネン鉄道の一部であるヴェッツラー - ロラー線の廃止とともに閉鎖された。縮小された貨物駅には、2007年2月からミッテルヘッセン向けの貨物列車（DBカーゴ）が再び停車するようになった。
2021年12月から、2時間ごとにミュンスターからジーゲン、ヴェッツラーを経由してフランクフルト・アム・マインへ行くインターシティ34系統の運行が再開された。2階建てのインターシティ2が使用されている。

#### 公共旅客交通
公共旅客交通は、ライン＝マイン交通連合 (RMV) の枠組み内で組織されている。ヴェッツラー市は公共旅客交通の独立した運営者であると同時に、RMV参加団体（15郡、4独立市、7特別市）の1つである。バス交通は、ヴェッツラー市のローカル近郊交通組織が有する独自の企業ヴェルナー＝ギムラー＝ヴェッツラー交通会社とライゼビューロ GmbH によって運営されている。
本市は、10路線、基本的に20分から30分おきに運行する良く整備された市バス網を有している。これらはいずれも駅のすぐ近くにあるバーンホーフ/ZOB中央停留所に停車する。さらにヴェッツラー周辺の州を超える路線もいくつか存在している。夜間には、「ディスコ＝バス」と呼ばれる夜行バス007線がほとんどすべての市区を結んで運行している。すべての路線にライン＝マイン交通連合の運賃が適用される。さらに、旧市街と駅およびショッピングセンター「フォールム・ヴェッツラー」との間を結ぶシティーバスが、週末は10時から19時まで、平日は15時まで、20分間隔で、50セントの均一料金で運行している。ナウハイム地区交通は、ジムベルクの住宅地から市区中心部を経由してナウハイム東部の食品マーケットまでの「マーケット交通」と呼ばれるバスを運行している。

#### 航空
フランクフルト・アム・マイン空港までの距離は約 70 km、ジーガーラント空港までは約 40 km である。ヴェッツラーとギーセンの間、すなわちギーセン=リュッツェルリンデンとヴェッツラー＝ミュンヒホルツハウゼンとの間にスポーツ飛行のための滑走路がある。さらに、ガルベンハイム市区の北のラーンヴィーゼン（ラーン川の川縁の草地）にグライダー飛行場がある。シュピルブルク兵舎は第二次世界大戦後まで使用されていたが、その東側に管制塔やハンガーを備えた完全に機能可能な交通飛行場があった。この施設は1950年代半ばに解体された。

### 小売業
ヴェッツラーはドイツで最も魅力的な商業都市の1つである。この街の2010年の小売売上高は住民1人あたり9,490ユーロで、ドイツの人口1万人から5万人の都市では第4位の数値である。

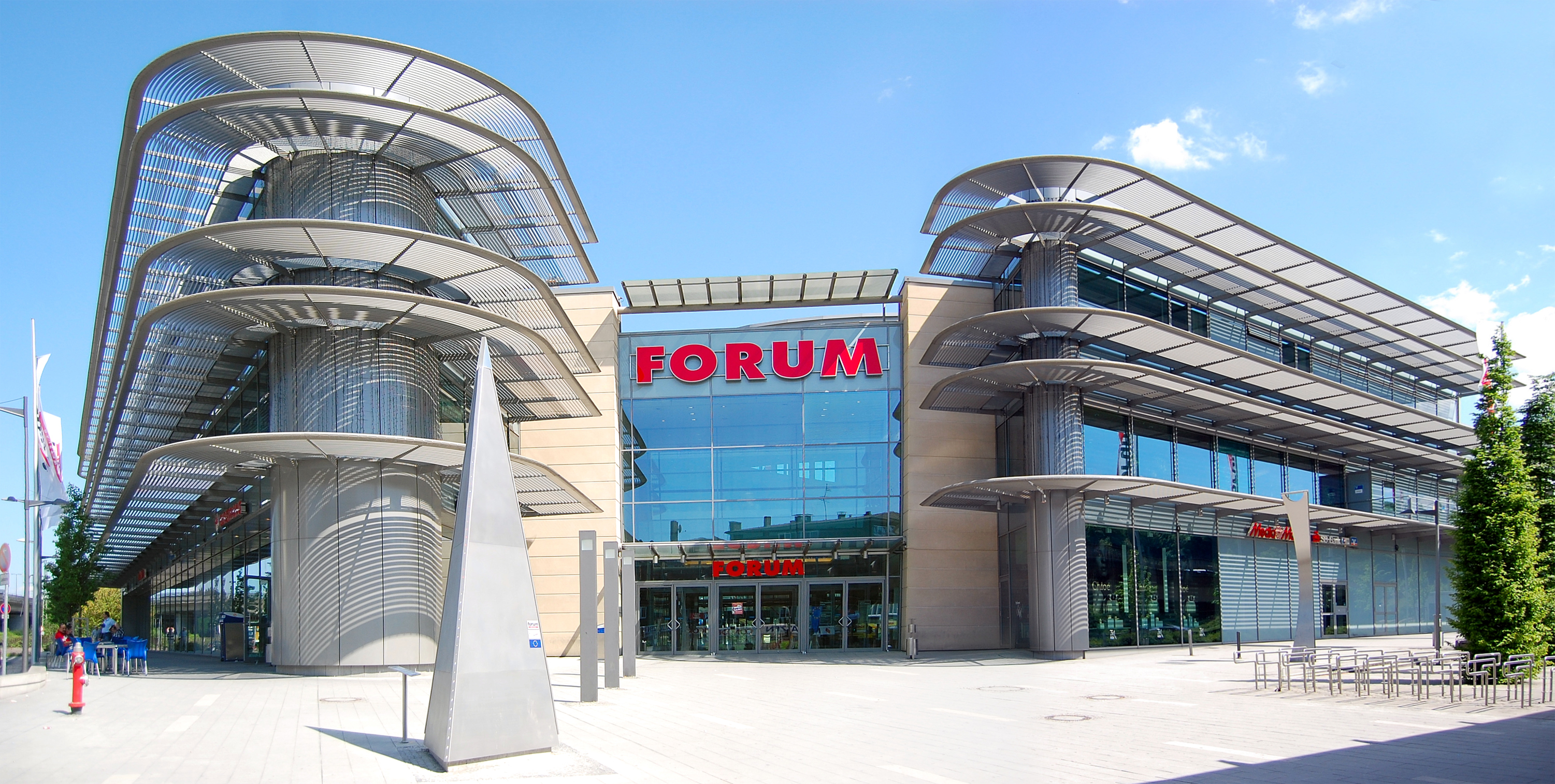
フォールム・ヴェッツラー

2005年春に駅の近くにショッピングセンター「フォールム・ヴェッツラー」がオープンした。売り場面積約 24,000 m2 に約 120店舗が出店しており、経営者によれば市場規模約54万人、年間来客数700万人を大きく超えるミッテルヘッセン最大のショッピングセンターである。付属駐車場には1,700台分の駐車スペースがある。フォールムはこの街最初のショッピングセンターというわけではなく、この近くに40店舗が入る「コロラーデン」（かつては、現在よりも小さな「ヘルクレス＝センター」というショッピングセンターであった）と商店街（バーンホーフ通りおよびカール＝ケルナー＝リング沿いの商店街「ラーンホーフ」）がある。2016年8月4日に駅の近くで、IKEAの建設工事が始まった。この店舗は2017年5月18日に開店した
この他に、駅前地区から徒歩約10分（またはシティーバスを利用）の旧市街には様々な種類の小さな小売店やカフェ、食堂がある。

### 地元企業
ヴェッツラーは国際的に活動する、知名度の高い会社の所在地である。「ブデラス＝コンツェルン」は1731年に設立された、ヨーロッパに現存する最も古い大企業の1つである。ブデラスは、「BBTサーモテクニーク」、その後「ボッシュ・テルモテクニーク」として、数十年にわたりミッテルヘッセン地域で最大の雇用主であった。ヴェッツラーだけで1万人以上（世界中で16,000人以上）が鋳造、セメント、特殊鋼、温熱技術および本社管理業務に従事している。経済状況の変化、繰り返される過半数の株式買収や部門閉鎖・売却がこのコンツェルンを大きく変貌させた。それでもこの会社は現在もヘッセン州の大企業の1つに数えられる。2008年、ボッシュ・サーモテクニークの面積3万m2の配送倉庫が新たに建設され、契約流通業者 LGI に業務委託がなされた。この倉庫はディルフェルト産業地区にある。1,600人の社員を擁する「ブデラス特殊鋼」はオーストリアの鉄鋼コンツェルン「フェストアルピーネ」の子会社で、ヴェッツラー最大の工業系雇用者である。

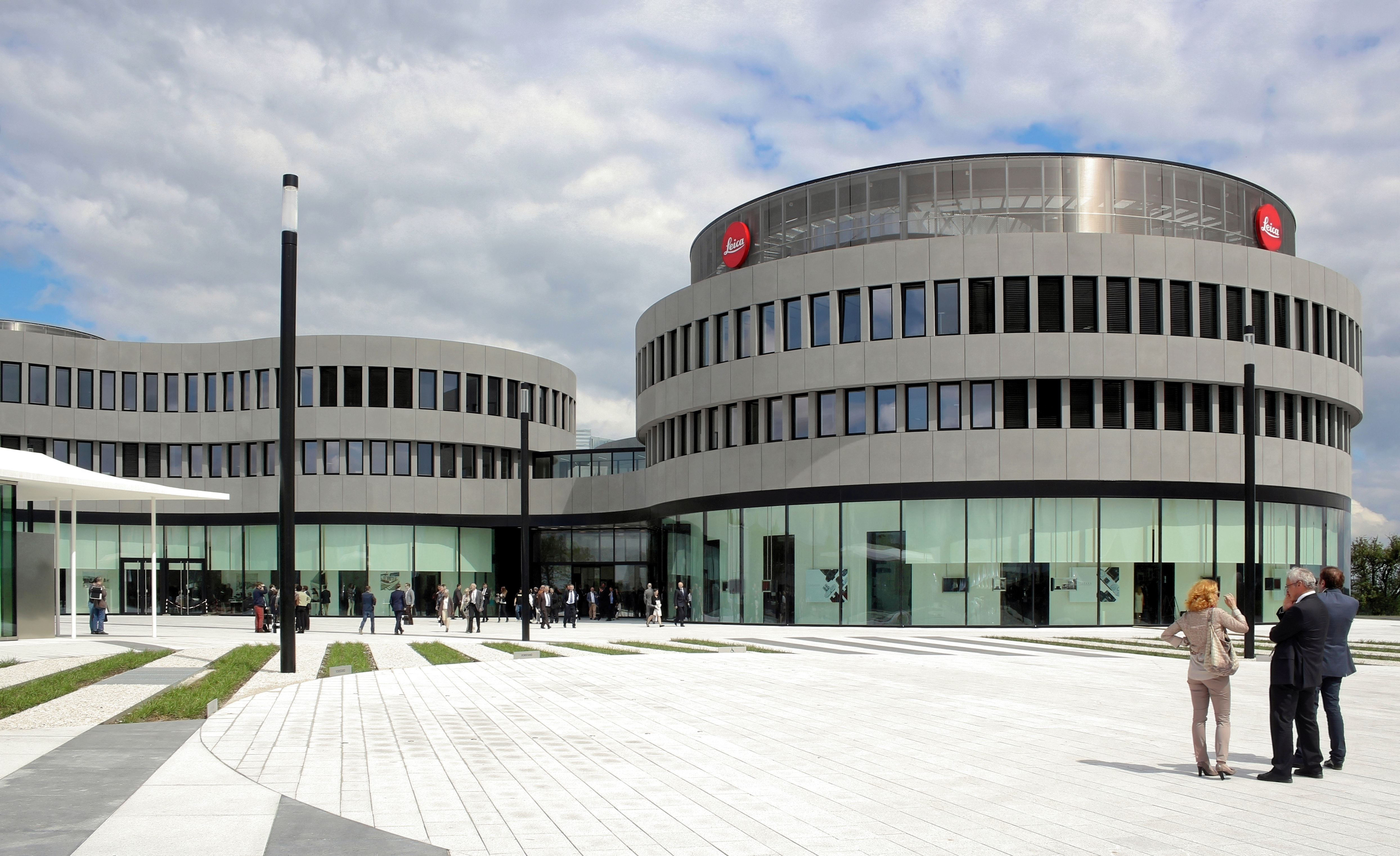
ライカ本社

19世紀半ばからヴェッツラーはライツの後継企業であるオプティシャー・インスティテュートおよびさらにその後継企業であるライカ・カメラやライカ・ミクロシステムス GmbH の本社所在地である。エルンスト・ライツが作製した顕微鏡製品で世界的名声を得たライツは、最盛期にはこの街で7,000人以上を雇用していた。第一次世界大戦前にオスカー・バルナックは最初の小型フィルムカメラ「ライカ」（Leica: Leitz + Camera から命名された）を開発した。
ライカ・ミクロシステムスは、マンハイムの工場で共焦点レーザー顕微鏡を製造している。ここでは、共焦点顕微鏡、多光子励起顕微鏡、2007年からはSTED顕微鏡を製造している。STED顕微鏡の開発によって、シュテファン・ヘルは2014年10月にノーベル化学賞を受賞した。
ヴェッツラーは、カール・ツァイスの拠点であるイェーナ、ゲッティンゲン、オーバーコッヒェンと並ぶドイツの光学産業の中心地である。すなわち、ライツ/ライカの他に、ライドルフやミノックスのカメラ、ヘンゾルトAG（現在のカール・ツァイス・スポーツ・オプティクス）の双眼鏡や望遠鏡、ツァイスグループ（最盛期には2,000人以上を雇用した）、ザイベルトやヴィルヘルム・ロー・オプティークマシーネンバウ（現在のサティスロー）の顕微鏡、ヘルムート・フント GmbH、ヘキサゴン・メトロロジー GmbH（旧ライツ・メステクニーク）や数多くの精密機械、光学分野の中小企業が存在している。ヴェッツラーの光学、電子、機械のメッセ「W3+Fair」は、ドイツの光学専門分野の主要拠点となっている。
この他の有名企業はジーメンス、フィリップス・オートモティブ・プレイバック・モジュール AG（APM）、2007年7月にコンチネンタル AG に売却されたジーメンス VDO オートモティブ AG がある。さらに、隣町のアスラーには、プファイファー・ヴァキューム GmbH（旧アルトゥール・プファイファー・ヴァキュームは、ジャイロコンパスを改造して宇宙飛行のためのロケットに応用することを初めて可能にした企業である）や地域を超えた健康保険会社ザンキュラ BKK（多くの健康保険会社と合併してDAK-ゲズントハイトの商号を用いている）が進出した。
シュピルブルク産業パーク（旧兵舎）は、特に光学/精密機械、情報技術、サービス業などの革新的企業に大いにポジティブな評価を得ている立地である。2010年、ここにミッテルヘッセン国民銀行 eG も事務・管理棟を建設した。この他に、新しい産業を誘致するために交通の便がよい場所に開発されたヴェストエント地区やヘルンスハイマー・エック、ディルフェルトなどがある。

### メディア
この地域最大の日刊紙として、ヴェッツラター・ノイエ・ツァイトゥングが刊行されている。この新聞は、ヴェッツラーのラーン＝ディル新聞グループの主力紙である。この他に週刊の情報紙「KOMPAKT!」（旧「デア・グート・ゾンターク」）、イベントカレンダーを掲載した「ラーン＝ディル＝エアレーベン」（旧「ラーン＝ディル＝アンツァイガー」）、「ゾンターク＝モルゲンマガツィーン」、月刊の「シュタットマガツィーン・ヴェッツラー」がある。毎月刊行されるラーン＝ディル郡向けのCDU寄りの新聞「ヴェッツラー・クリール」はしばしば政治論争のポジションを採る。4半期ごとに刊行されるSPD-機関紙「ヴェッツラー・ナハリヒテン」はそのライバルと見なされている。ヴェッツラーのその他のメディアとしては、「ユーゲントネット・ヴェッツラー」、「キンデルンネット・ヴェッツラー」、「NETZ バングラーデシュ・ツァイトシュリフト」などがある。
全国的な、一部は国際的な重要性を獲得したキリスト教系メディアや企業の一群が確立されている。その1つである ERF メディエン（ドイツ）、すなわちトランス・ワールド・ラジオ (TWR) のパートナーであった旧「エヴェンゲリウムス＝ルントフンク」 (ERF) は、1959年に創設され、ラジオ番組やテレビ番組を制作し、世界に発信している。この分野のもう1つの組織が「キリスト教インターネット共同作業体」(CINA)、キリスト教メディアアカデミーを含む「キリスト教メディア連合 KEP」、「福音主義報道エージェンシー IDEA」がある。ドイツのギデオン協会本部はヴェッツラーにある。ギデオンの国際本部はナッシュビル（USA、テネシー州）にある。

### 公共機関

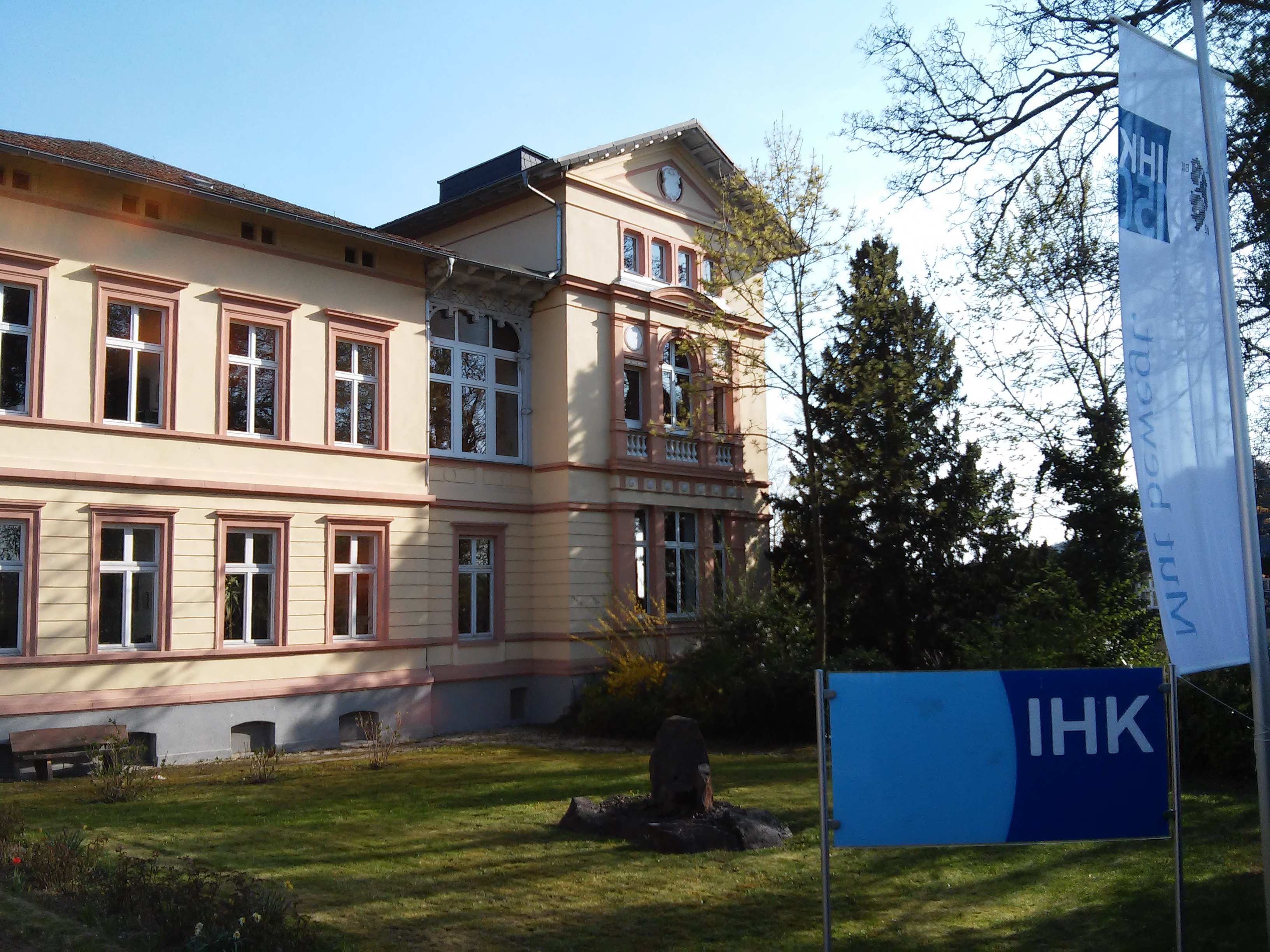
ラーン＝ディル商工会本部

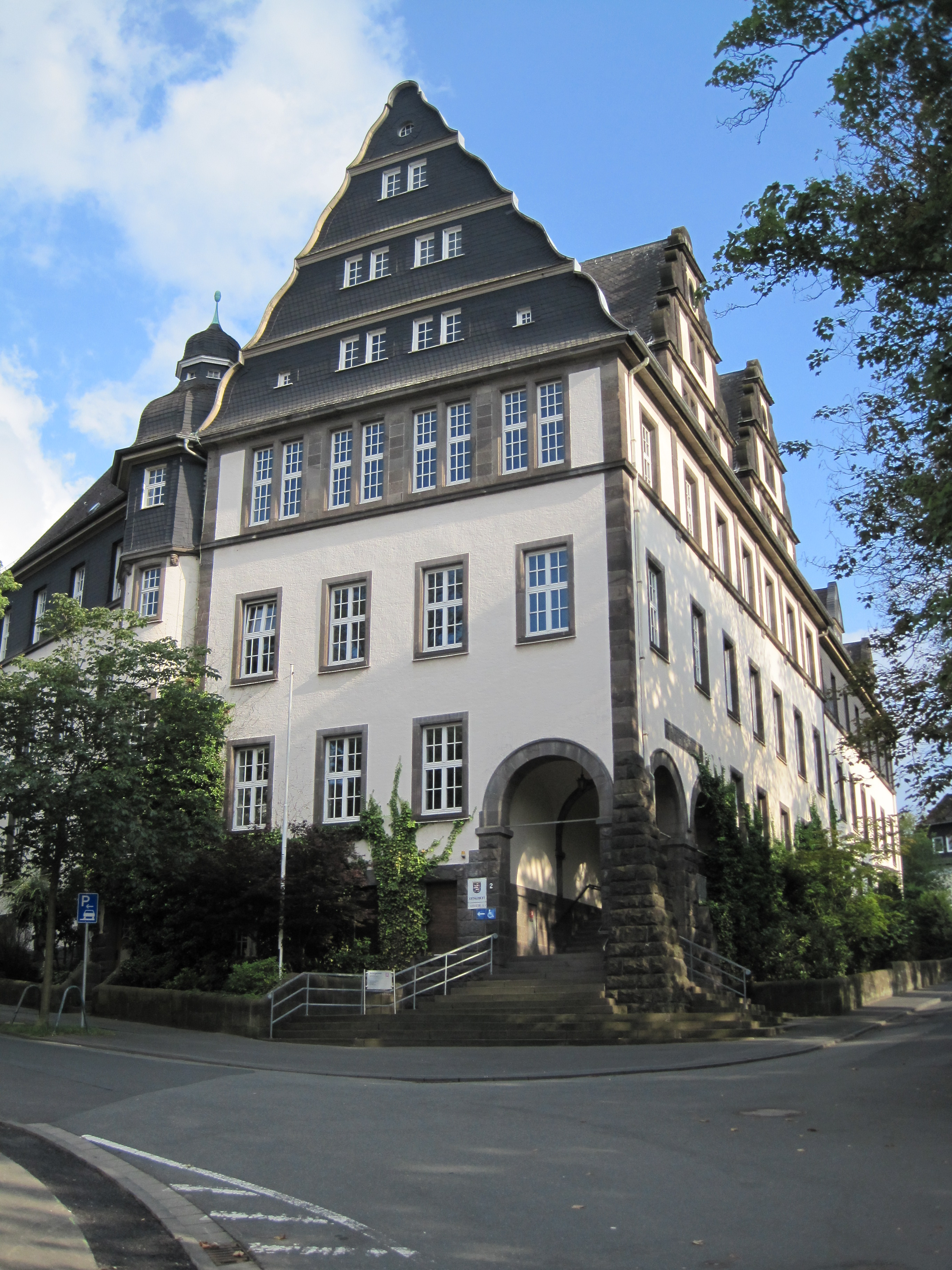
ヴェッツラー区裁判所

ヴェッツラーの地域的に重要な公共機関が、ラーン＝ディル郡の郡行政機関とラーン＝ディル商工会の本部である。この他ヴェッツラーには、税務署、ヘッセン営林署、州環境局、行政管区の田園地区・自然・習俗保護部門、ヴェッツラー建築資材・土壌検査所、リムブルク・アン・デア・ラーン検察局の支所、区裁判所、クリーニクム・ヴェッツラー（事務部門を含む）、ランデスベトリープ・ラントヴィルトシャフト・ヘッセンの教育・相談センター、ヴェッツラー周辺地域の水利・航行局、ヴェッツラー税関がある。また、州の上級農地整理役場もヴェッツラーに本部を置いている。
本市にはラーン＝ディル警察本部の警察署、市内に3つの消防監視所と多くの消防基地、650床以上の病床を擁するこの地域最大の病院の1つであるクリーニクム・ヴェッツラー（年間患者数約 25,000人）がある。この他に、旧シュピルブルク兵舎の敷地内に甚大災害に対する備品を保管するヘッセン甚大災害防護中央倉庫、ヘッセン自動車局の支局もある。
近年本市から移転した公共機関や官庁には、州中央銀行支店（ギーセンに統合）、中央郵便局（同上）、ラーン＝ディル警察本部（現在はディレンブルク）、ヘッセン放送ミッテルヘッセン地方スタジオ（現在はギーセン）、登記所（マールブルクに統合）、衛生局（現在はヘルボルン）、かつての教育庁（現在はヴァイルブルク）、水上警察の駐在所（現在はヴァイルブルク）、非軍事役務学校（廃校、建物は他の学校に転用されている）、郡兵員補充局（廃止、現在はヴェッツラーの連邦軍キャリア相談所）、労働裁判所（現在はギーセン）、ヴェッツラー労働局本部（現在はリムブルク）、土地管理局（現在はマールブルク）があり、さらに残留していた土地管理局の支所も移転した（現在はギーセン）。ヴェッツラー商工会は2008年に独立性を失い、ディレンブルク商工会と合併してラーン＝ディル商工会となった。ラーン＝ディル商工会の意思決定者の多くはディレンブルクにオフィスを有している。

### 教育

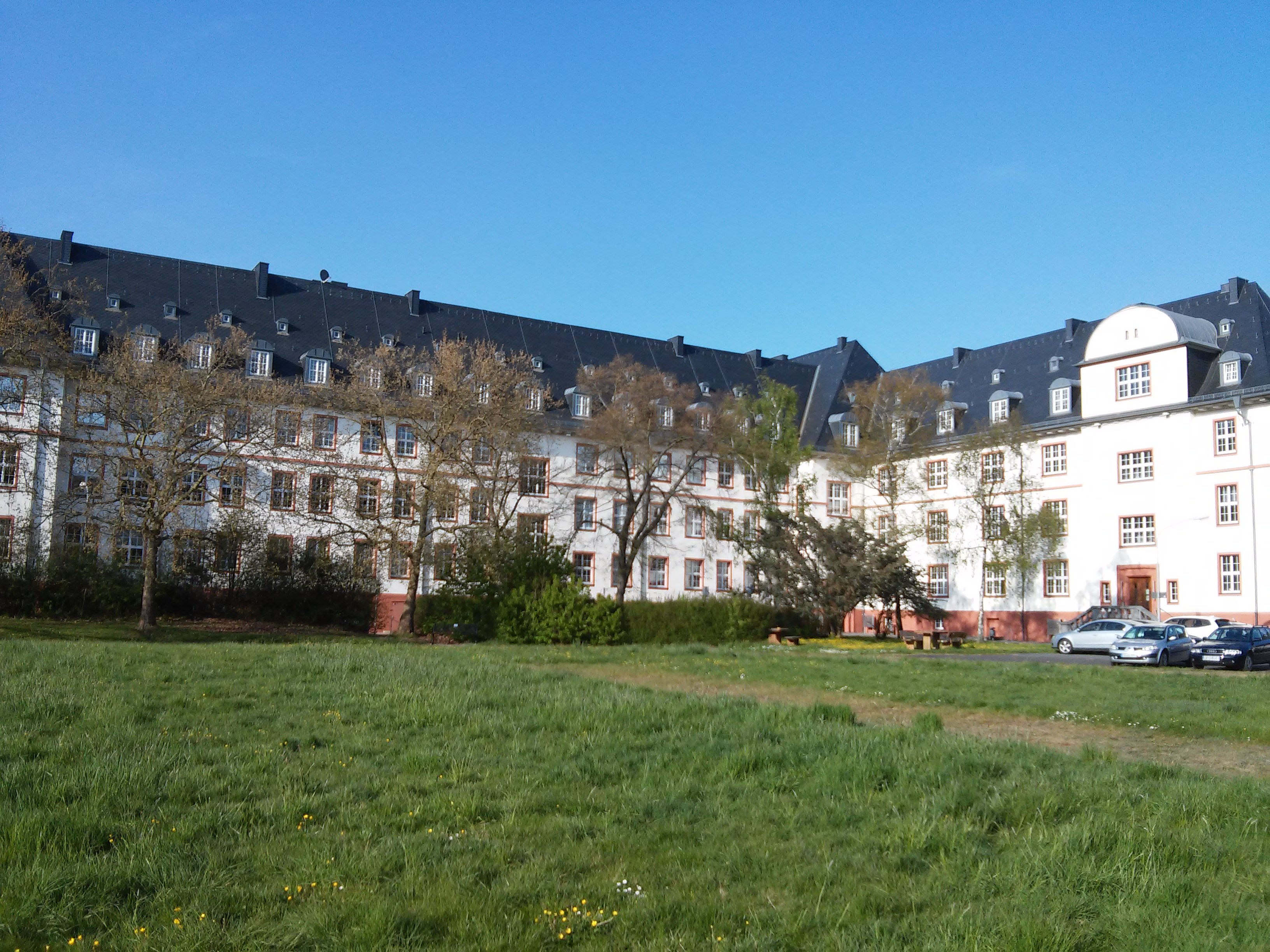
ミッテルヘッセン工科大学ヴェッツラー・キャンパス

ヴェッツラーは、ミッテルヘッセン工科大学の所在地である。旧ヴェッツラー・シュピルブルク兵舎の敷地にある建物群がキャンパスとして用いられている。この大学には、2001年4月25日から成長を続けるデュアルシステムの大学課程「シュトゥーディウムプルス」がツェントルム・デュアラー・ホーホシュールシュトゥーディエンにあり、ミッテルヘッセン工科大学を通じて商工会やこの地域の企業と共同で活動を行っている。現在、経営学、工学、建設工学、医療組織マネジメント、経済工学の5つの大卒課程と、プロセスマネジメント、プロセス・エンジニアリング、販売工学の3つの修士課程があり、さらにこの他が準備中である。2014年/2015年の冬期には、1,210人の学生が在籍していた。2010年10月27日からヴェッツラーは公式に大学所在地となった。
19世紀初めにはすでに、この街に大学「レヒトシューレ・ヴェッツラー」（ヴェッツラー法学校）があった。1806年に皇帝フランツ2世が退位して神聖ローマ帝国が解消され、帝国最高法院も廃止された。ヴェッツラーの損害を最小にするために、カール・テオドール・フォン・ダルベルクはヴェッツラーに法学校を設立して何人かの法学者をここに留めようと試みたが、彼らが長く留まることはなかった。この学校は早くも1816年には廃校となった。1903年から1915年まで、王立教員セミナーが設けられた。その建物は、第一次世界大戦中は野戦病院として利用された。その後ヴェッツラー郡立病院となり、1979年に税務署の新しい建物として建て替えられた。
市内には主なタイプの学校が揃っているが、主要なものは総合学校（第5学年から第10学年）と3つのギムナジウム上級課程学校（第11学年から第13学年）である。ゲーテシューレはその1つで、1,000人以上の生徒を有するヘッセン最大のギムナジウム上級課程学校である。この街にはさらにギムナジウム、専門ギムナジウム、技能訓練を含む職業学校、ヘッセン補習高等専門学校（成人アビトゥーア）、非軍事役務学校（2011年まで）、看護学校、ヘッセン手工業会の職業教育・技術センター (BTZ)、市民大学、ダンス学校、バレエ学校、歌唱学校、音楽学校がある。ドイツ通信学校は、ドイツ文化省の教育プランに基づき、国外の子供たちにも第1学年から第5学年向けの最高レベルの教育を可能にしている。
ヘッセン自然保護アカデミーは、ヘッセン州とヘッセン自然保護センター e.V. との協力モデルであり、ヘッセンの自然・環境保護連盟、ヘッセン州、ラーン＝ディル郡、ヴェッツラー市によって運営されている。このアカデミーは環境教育分野を担っており、「自然と環境保護に関する公立教育機関の連邦ワーキンググループ」(BANU) のヘッセン代表である。
ヴェッツラー数学センターは、数学に関心と才能のある青少年のための教育コースやコンテストを組織している。ジュニア数学クラブは第3学年から第6学年向け、数学クラブは第7学年から第13学年向けである。この他にこのセンターは数学教師向けの卒後教育も行っている。
キリスト教メディアアカデミーは、学生や研修生向けのジャーナリスト基礎コースを開設している。この他に編集者やメディア制作者向けの卒後教育のための専門コースもある。キリスト教メディア連合 KEP はこの学校の運営者として、組織・連合・キリスト教会の職員向けPR-ワークショップを開催しているが、これはジャーナリストや研修生向けの継続教育にも適した内容である。
ドイツに6校の救急救命学校の1つがヴェッツラー内市街にある。この学校は、ドイツ・マルタ騎士団 gGmbH が運営している。この学校は大部分がヘッセンにあるが、フランケンタール (プファルツ) に分校を有している。この学校では、たとえば救命救急士、パラメディックといった救急医療に携わる職業の養成教育やスキルアップ教育を行っている。

## 人物

### 出身者
- ヨハン・フリードリヒ・メッケル（ドイツ語版、英語版）（1724年 - 1774年） - 解剖学者
- シャルロッテ・ブッフ（1753年 - 1828年） - ゲーテの「若きウェルテルの悩み」のヒロイン、ロッテのモデル。
- ヒエロニムス・フォン・コロレド＝マンスフェルト（ドイツ語版、英語版）（1775年 - 1822年） - ナポレオン戦争時代のオーストリアの将軍
- カール・フォン・アーベル（ドイツ語版、英語版）（1788年 - 1859年） - バイエルンの政治家
- フェルディナント・ヴァルター（1794年 - 1879年） - 法学者
- ルートヴィヒ・ユリウス・ブッジェ（ドイツ語版、英語版）（1811年 - 1888年） - 医師
- フリードリヒ・ジクスト・フォン・アルミン（ドイツ語版、英語版）（1851年 - 1936年） - 第一次世界大戦時のプロイセンの将軍
- ヴィルヘルム・モリー（ドイツ語版、英語版）（1838年 - 1919年） - 医師。エスペラント語の開発者。
- ギーゼラ・マイ（ドイツ語版、英語版）（1924年 - 2016年） - 女優、歌手。ブレヒト劇の女優として知られる。
- クラウス・エンダース（ドイツ語版、英語版）（1937年 - ） - オートバイレーサー
- ルーカス・ミュラー（ドイツ語版、英語版）（1987年 - ） - ボート選手
- ジェンク・トスン（1991年 - ） - サッカー選手

### ゆかりの人物
- ロトリンゲン公ゲプハルト（ドイツ語版、英語版）（不明 - 910年）897年に、後の「ドムベルク」にザルヴァトール教会を建設し、聖マリア修道院を創設してここに葬られた[20]。
- シュヴァーベン公ヘルマン1世（不明 - 949年）ロトリンゲン公ゲプハルトの息子。弟のヴェッテラウ伯ウード1世とともにヴェッテラウ聖堂（マリエン教会）を創設した。
- ローマ王アドルフ（1250年以前 - 1298年）ローマ王に選出されるまでヴェッツラーのカールスムント城の城主であった。
- バルトルト・ハインリヒ・ブロッケス（ドイツ語版、英語版）（1680年 - 1747年）バロックから啓蒙時代初期の作家。1702年に半年間、帝国最高法院で研修を行った。
- フランツ・ルートヴィヒ・フォン・エルタール（ドイツ語版、英語版）（1730年 - 1795年）ヴュルツブルクおよびバンベルク大司教。1767年から1776年まで帝国最高法院の検事を務めた。
- フリードリヒ・ヴィルヘルム・ゴッター（ドイツ語版、英語版）（1746年 - 1797年）詩人。公使館員としてヴェッツラーに赴任した。
- カール・イェルーザレム（1747年 - 1772年）ゲーテの「若きウェルテルの悩み」の主人公ウェルテルのモデル。
- ヨハン・ヴォルフガング・フォン・ゲーテ（1749年 - 1832年）詩人、作家。1772年に法学者として帝国最高法院に赴任した。シャルロッテ・ブッフとカール・ヴィルヘルム・イェルザレムとの恋愛事件を下敷きにこの街で「若きウェルテルの悩み」を創作した。
- カール・アウグスト・フォン・ハルデンベルク（1750年 - 1822年）プロイセンの政治家。ヴェッツラーの帝国最高法院に在籍した。
- ハインリヒ・フリードリヒ・フォン・シュタイン（1757年 - 1831年）プロイセンの政治家。ヴェッツラーの帝国最高法院に在籍した。
- ルイ＝ラザール・オッシュ（1768年 - 1797年）フランス革命期の軍人。ヴェッツラーで病死した。
- フリードリヒ・カール・フォン・サヴィニー（1779年 - 1861年）法学者。ヴェッツラーで育ち、この街のギムナジウムで学んだ。
- カール・ケルナー（1823年 - 1855年）光学学者、精密機械技師。顕微鏡の改造を行った。
- アウグスト・ベーベル（1840年 - 1913年）社会主義活動家。ドイツ社会民主党の創設者の一人。ヴェッツラーで育った。
- オスカー・バルナック（1879年 - 1936年）1913年から1914年にレンツ社の技術主任として世界初の小型フィルムカメラを発明した。
- ジェルメーヌ・クルル（1897年 - 1985年）写真家。ヴェッツラーで亡くなった。
- ニーア・キュンツァー（ドイツ語版、英語版）（1980年 - ）女子サッカー選手。ジュニア時代にアイントラハト・ヴェッツラーに所属した。
- ファビアン・ハンビューヘン（1987年 - ）体操選手。ヴェッツラー在住。

## 訳注
1. ↑  ドイツ語: Stadt mit Sonderstatus、郡所属市であるが、郡独立市と同等の権限を持つ都市。ヘッセン州ではバート・ホムブルク・フォア・デア・ヘーエ、フルダ、ギーセン、ハーナウ、マールブルク、リュッセルスハイム・アム・マイン、ヴェッツラーの7都市
2. ↑  ドイツ語: Oberzentrum、ヘッセン州ではダルムシュタット、フランクフルト・アム・マイン、フルダ、ギーセン、ハーナウ、カッセル、オッフェンバッハ・アム・マイン、ヴェッツラー、ヴィースバーデン